# Partido Social Democrata (Portugal)

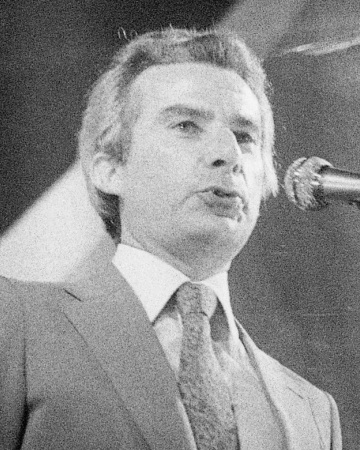
Francisco Sá Carneiro, um dos fundadores do PSD e o seu primeiro líder

O Partido Social Democrata (PPD/PSD) é um partido político português fundado em 6 de maio de 1974 por Francisco Sá Carneiro, Francisco Pinto Balsemão e Joaquim Magalhães Mota sob o nome Partido Popular Democrático (PPD). Foi legalizado em 25 de Janeiro de 1975, passando a designar-se a 3 de Outubro de 1976 como Partido Social Democrata (PSD). Sozinho ou em coligação, o PSD liderou 10 Governos na III República Portuguesa (11 com uma iniciativa presidencial).

## A história e a génese do PSD

### Social-democracia política vs. Ideologia do PSD
A social-democracia é uma ideologia que surgiu em fins do século XIX e início do século XX por partidários do marxismo que acreditavam que a transição para uma sociedade socialista poderia ocorrer sem revoluções, mas por meio de uma evolução democrática. A ideologia social-democrata prega uma gradual reforma legislativa do sistema capitalista a fim de torná-lo mais igualitário, não sendo o caso do PSD.
Em Portugal, é classificado como um partido de centro-direita. O partido não tomou a designação "social democrata" desde a fundação porque alguns dias antes do seu anúncio público surgiu um partido de direita cristã conservadora com a designação de Partido Cristão Social Democrata (que, no entanto, desapareceu pouco depois). Curiosamente, Adelino da Palma Carlos, o velho aliado político de Sá Carneiro, fundou um outro partido chamado Partido Social Democrata Português em 15 de Julho de 1974, que desapareceu depois do 28 de Setembro de 1974. Por essas razões, só em 1976 o PPD se torna PSD — Partido Social Democrata. A sua organização de juventude que antes se chamava Núcleo da juventude do Partido Popular Democrático passou a chamar-se Juventude Social Democrata (JSD). Os Trabalhadores Social Democratas (TSD) são uma organização enquadrada nos princípios programáticos do PSD, com plena autonomia na sua organização, atividades e funções sindicais e laborais. Para além deste órgão, o partido possui uma estrutura de Autarcas Social Democratas, os Grupos Parlamentares do Partido Social Democrata na Assembleia da República e nas Assembleias Regionais dos Açores e da Madeira e o Grupo Parlamentar do Partido Social Democrata no Parlamento Europeu e Grupo Europeu Social Democrata, visto que o PSD teve um papel fundamental na integração Europeia desde a adesão de Portugal à Comunidade Económica Europeia.
A social-democracia é uma ideologia política que apoia intervenções económicas e sociais do Estado para promover justiça social dentro de um sistema capitalista, e uma política envolvendo Estado de bem-estar social, sindicatos e regulação económica para promover uma distribuição de renda mais igualitária e um compromisso para com a democracia representativa. A social-democracia que serviu de ponto de referência do PSD resultava, sobretudo, do prestígio que então alcançava o modelo do SPD que, depois de ter abandonado o programático marxismo em 1959, alcançava um enorme prestígio na Europa, principalmente com o estilo de Helmut Schmidt, reformista, humanista personalista de teóricos da Europa central, nórdica e anglo-saxónica, concebeu um projeto adaptado à idiossincrasia de Portugal, apercebendo-se, de antemão, que o espaço socialista de esquerda a centro-esquerda estava já ocupado pelo Partido Socialista. O Partido Social Democrata ocupou, assim, o espaço político destinado a um partido de ideologia social-democrata ao centro, com posições que iam do centro-direita liberal ao centro-esquerda, reformista, personalista e com carácter não-confessional, ou seja, laico, que, de modo peculiar, no caso português, combateu o coletivismo económico e os movimentos marxistas, subsequentes à Revolução de 25 de Abril de 1974, defendendo uma democracia parlamentar e representativa, o Estado Social de Direito e a integração de Portugal na Comunidade Económica Europeia.
A identidade do PSD era, à época, social-democrata, tal como descreve Sá Carneiro: «Numa época em que, em certas sociedades, o poder é pertença de minorias compostas pelos detentores do grande capital e por membros da tecnoestrutura; em que, noutras sociedades, dele se apropriou uma classe burocrática que domina não só todo o aparelho de Estado como todas as estruturas económicas e sociais — ou se quer apropriar uma elite de intelectuais autoiluminados que pretendem pôr em prática os seus dogmas e as soluções mais ou menos originais que conceberam — pergunto-me: poderão as sociais-democracias retirar o exclusivo do poder às minorias oligárquicas, promovendo a sua efetiva transferência a nível político, económico ou social, para toda a população, desde os órgãos do Estado às unidades de produção? (…) O Programa que aprovámos mostra bem que o nosso caminho tem de consistir na construção de uma democracia real. Não basta apenas rejeitar, ainda que claramente, as via oferecidas pelo neocapitalismo e pelo neoliberalismo, por incapazes de resolverem as contradições da sociedade portuguesa e de evitarem a inflação, o desemprego, a insegurança e a alienação nas sociedades que constroem. Não bastam reformas de repartição ou redistribuição de riqueza, sobretudo pela utilização da carga fiscal. Há que introduzir profundas reformas estruturais, que alterem mecanismos do poder e substituam à procura do lucro outras motivações que dinamizem a atividade económica e social. Propomo-nos, assim, construir não apenas uma simples democracia formal, burguesa, mas sim, uma autêntica democracia política, económica, social e cultural. A democracia política implica o reconhecimento da soberania popular na definição dos órgãos do poder político, na escolha dos seus titulares e na sua fiscalização e responsabilização; exige a garantia intransigente das liberdades individuais, o pluralismo efetivo a todos os níveis e o respeito das minorias; não existe se não houver alternância democrática dos partidos no poder, mediante eleições livres, com sufrágio universal, direto e secreto.
A democracia económica postula a intervenção de todos na determinação dos modos e dos objetivos de produção, o predomínio do interesse público sobre os interesses privados, a intervenção do Estado na vida económica e a propriedade coletiva de determinados sectores produtivos; pressupõe ainda a intervenção dos trabalhadores na gestão das unidades de produção. A democracia social impõe que sejam assegurados efetivamente os direitos fundamentais de todos à saúde, à habitação, ao bem-estar e à segurança social; exige ainda a redistribuição dos rendimentos, pela utilização de uma fiscalidade justa e progressiva.
Finalmente a democracia cultural consiste em garantir a todos a igualdade de oportunidades no acesso à educação e à cultura e no favorecimento da expressividade cultural de cada um. (…) A aprovação dos estatutos veio consagrar o carácter eminentemente democrático do partido, que, aliás, ficou bem expresso na forma como decorreu este Congresso: a participação entusiástica e espontânea de tantos dos delegados prolongou as nossas horas de trabalho, exigiu-nos um esforço suplementar. Mas mostrou bem que a democracia é a única maneira de um grupo, tão numeroso, chegar ao consenso entre variadas opiniões, sem submissão a despotismos iluminados.»

### Génese
As raízes do partido Social Democrata revelam a sua identidade muito peculiar: criado, no início da década de 1970, por Francisco Sá Carneiro, que foi primeiro-ministro de Portugal durante cerca de onze meses, no ano de 1980, advogado de profissão, licenciado pela Faculdade de Direito da Universidade de Lisboa. O grupo inicial de Francisco Sá Carneiro, Francisco Pinto Balsemão e Joaquim Magalhães Mota contou desde logo com a colaboração de um valioso grupo de jovens professores e assistentes das Faculdades de Direito. De Coimbra vieram Mota Pinto, Barbosa de Melo, Figueiredo Dias, Costa Andrade e Xavier de Bastos; entre os lisboetas, contaram-se Sousa Franco, Rui Machete, Sérvulo Correia, Jorge Miranda e Marcelo Rebelo de Sousa. Na maioria eram docentes de direito político, mas não faltaram penalistas, todos irmanados na defesa do rigor do Estado de Direito.
Ao fundar o PPD, em 6 de maio de 1974, Francisco Sá Carneiro retomava um seu património sistemático, tendo por referencial ideológico o "centro político". Jovem advogado, com 35 anos em 1969, filho do espírito liberal do Porto, militante da Acção Católica, afirmou-se sob a ditadura como o mais coerente dos combatentes pelo Estado de Direito. As suas cartas pessoais a Marcello Caetano, traduziam uma inquietação genuína e alheia a estigmas autopromocionais e carreiristas. Em maio de 1969, por exemplo, indignava-se com o exílio do Bispo do Porto, D. António Ferreira Gomes: "Mas o Senhor D. António, bispo da diocese e da cidade que Vossa Excelência vai, pela primeira vez como Presidente do Conselho, visitar, continua na fronteira, que há quase dez anos não pode atravessar nem mesmo para o enterro da própria mãe." O Bispo, depois amnistiado, endossara a Salazar, em 1958, uma destemida missiva de denúncia. Já desterrado, participara, a convite do Papa João XXIII, na organização do Concílio Vaticano II (1962), e residia em Espanha. À partida, os deputados "liberais", saídos das eleições de 1969, eram franco-atiradores da heterodoxia, sem solução política para as guerras de África, difusamente crédulos na evolução sem rutura. Nenhum programa os unia, forjaram ansiedades. Chamaram-lhes "liberais" por contraponto aos outros, os da antiga e melancólica continuidade. Foram, em larga medida, uma projeção iconográfica da imprensa e do pânico situacionista. Eram úteis a Caetano por traduzirem, além da cosmética, a flexibilização da "Primavera política".
Mas Sá Carneiro, antigo aluno de Caetano, que respeitava, foi politicamente unívoco. Ao integrar as listas da União Nacional, a convite do renovador Melo e Castro, declarou "total independência em relação ao Governo de Marcello Caetano". Melo e Castro não comunicou ao sucessor de Salazar a condição prévia, inédita nos anais do regime. Daí que, em maio de 1971, ao comentá-la, Caetano declarasse a Sá Carneiro que a considerava inaceitável, por implicar a ausência de espírito de disciplina; e que não o teria aceite nas listas se a conhecesse. O deputado lamentou o equívoco e desafiou: "O meu lugar está inteiramente ao dispor". Caetano contemporizou.
Depois da morte prematura de José Pedro Pinto Leite, pivô dos "liberais" e arauto de uma política que designou de "centro reformista", inspiradora de medidas avançadas de Caetano, Sá Carneiro reclamou o seu legado. E foi em nome do "centro reformista", pouco estruturante, que se afirmou como um dos políticos fundamentais surgido após o eclipse de Salazar. O seu discurso espelhou aspirações crescentes das classes médias, o crescimento económico e a Europa democrática como padrão. Nas intervenções parlamentares, Sá Carneiro privilegiou a defesa das liberdades públicas e do primado do Direito e bateu-se pela "democracia de tipo europeu e ocidental". Fora da Assembleia, defendeu presos políticos, incluindo comunistas, como José Pedro Soares, que visitou em Caxias. E em 1972, em entrevista ao República, feita por Jaime Gama, declarou-se "social-democrata". O que era, à época, uma escandalosa heresia. A Assembleia Nacional, espaço ritual de liturgias, tornou-se palco de uma impressiva batalha. Logo em 1969 um ariete da ultradireita, Francisco Casal-Ribeiro, alertava Caetano para a ação de Sá Carneiro e dos seus colegas: "Há líderes, mas com aspeto de "clandestinidade" e acolitados por uma espécie de sublíderes, cuja atividade, dentro e fora da Assembleia Nacional, é preocupante e cuja ação pode, de um momento para o outro, tornar-se explosiva e, porque não dizê-lo, subversiva". A animosidade dos debates, com ecos na opinião pública, apesar da censura, obrigou Caetano a nomear (outubro de 1970) um vigilante líder da maioria alinhada.
O "centro político", que teria expressões avulsas como a SEDES, era periférico num país bipolar e maniqueísta. Entre a direita instalada e a esquerda marxista, clandestina ou tolerada, o Estado Novo deixara a terra de ninguém. Os liberais foram assim remetidos para a periferia, risível para um discípulo de Caetano, André Gonçalves Pereira, que em 1971 lhe assegurava: "Quanto aos liberais, coitaditos, o seu principal defeito é não terem força nenhuma, para além de natural e legitimamente quererem fazer propaganda pessoal". Caetano passou a queixar-se dos "liberais" (ou "cavalos de Troia", labéu da imprensa hostil, que era quase toda) como de trânsfugas ingratos que escaparam ao promotor. Mas Sá Carneiro identificara-se, desde a primeira hora, e também por isso fez do isolamento uma força multiplicável. De tal modo que, em maio de 1971, um Caetano endurecido, de facto refém das Forças Armadas e da sacra missão imperial, advertia Sá Carneiro: "Depois veio a República e a Constituição de 1911. As liberdades foram enunciadas em termos mais amplos. E foi o que se viu: desordem política, confusão social, caos financeiro, miséria económica e, finalmente, um país arruinado que, sem luta, procura na autoridade remédio para os seus males. É bem verdade que a História não ensina os homens." O desacerto entre o ímpeto renovador dos "liberais" e o gradualismo de Caetano ficou um irreparável divórcio no Verão de 1971, durante os trabalhos da revisão da Constituição.
O desígnio democrático transmutara-se em vertigem cívica e Sá Carneiro liderou catorze deputados, subscritores do projeto-lei a defender a eleição do Presidente da República por sufrágio universal. (A eleição direta fora extinta em 1959, após a campanha de Humberto Delgado.) Incrédulo, já com o sentido fatal do cerco que o levaria a pedir por duas vezes a demissão, Caetano criticou Mota Amaral: "Admira-me mesmo que pessoas que dizem apoiar o Chefe do Governo procurem, no presente momento histórico, tão cheio de incertezas e de ameaças, em que o mundo enfrenta uma vaga de anarquia, desarmar o Poder, ou forçá-lo". Como a maioria recusasse discutir o projeto na especialidade, Sá Carneiro e seis outros "liberais" protestaram ruidosamente e saíram do hemiciclo em plena sessão — foi o abandono simbólico da barca caetanista.
A dimensão social da cruzada no hemiciclo tornara-se irreversível e, em 1972, quando a reeleição de Tomás trouxe o sol-posto da abertura, Sá Carneiro sondou Spínola para se candidatar. O governador da Guiné, já em rodagem para a ruptura, ainda mandou avaliar: "Quem eram os liberais, e quantos? Uns gatos pingados, pensei eu". Ao morrer de 1971, os "gatos pingados" deixaram de ser assimiláveis e alimentaram a hipótese de uma "terceira via", entre o autoritarismo e o socialismo. Mas não adquiriram coesão grupal e agiram ao sabor do improviso individualista. Sá Carneiro demitiu-se em 24 de Janeiro, alegando falta de condições para o exercício das funções de deputado. Sintetizou mais de três anos de iniciativas em São Bento: "A única vez que a maioria me deu razão foi quando aceitou a minha renúncia". Mas dedicou-se à escrita, como colunista às vezes censurado do Expresso, criado, em Janeiro de 1973, por Balsemão. O "Congresso dos Liberais" (Julho de 1973), onde a "terceira via" se poderia ter vertebrado, foi uma decepção. Contudo, apesar desse débil gregarismo, os reformistas haviam convertido a sua luta num drama nacional. E suscitavam, em maio de 1973, a repreensão pública de Caetano: "Eu por mim sempre me tive na conta de um liberal, mas não pertenço ao número desses inocentes e não se pode esperar que alinhe na conivência. Penso no exemplo de Kerensky na Rússia, que todavia ainda dispunha de tantas lições de história contemporânea. Ou no de Eduardo Berés, na Checoslováquia." Daí que, entre as confluentes legitimidades do 25 de Abril, a cruzada de Sá Carneiro pela democracia de tipo ocidental se destaque como um património sistemático.

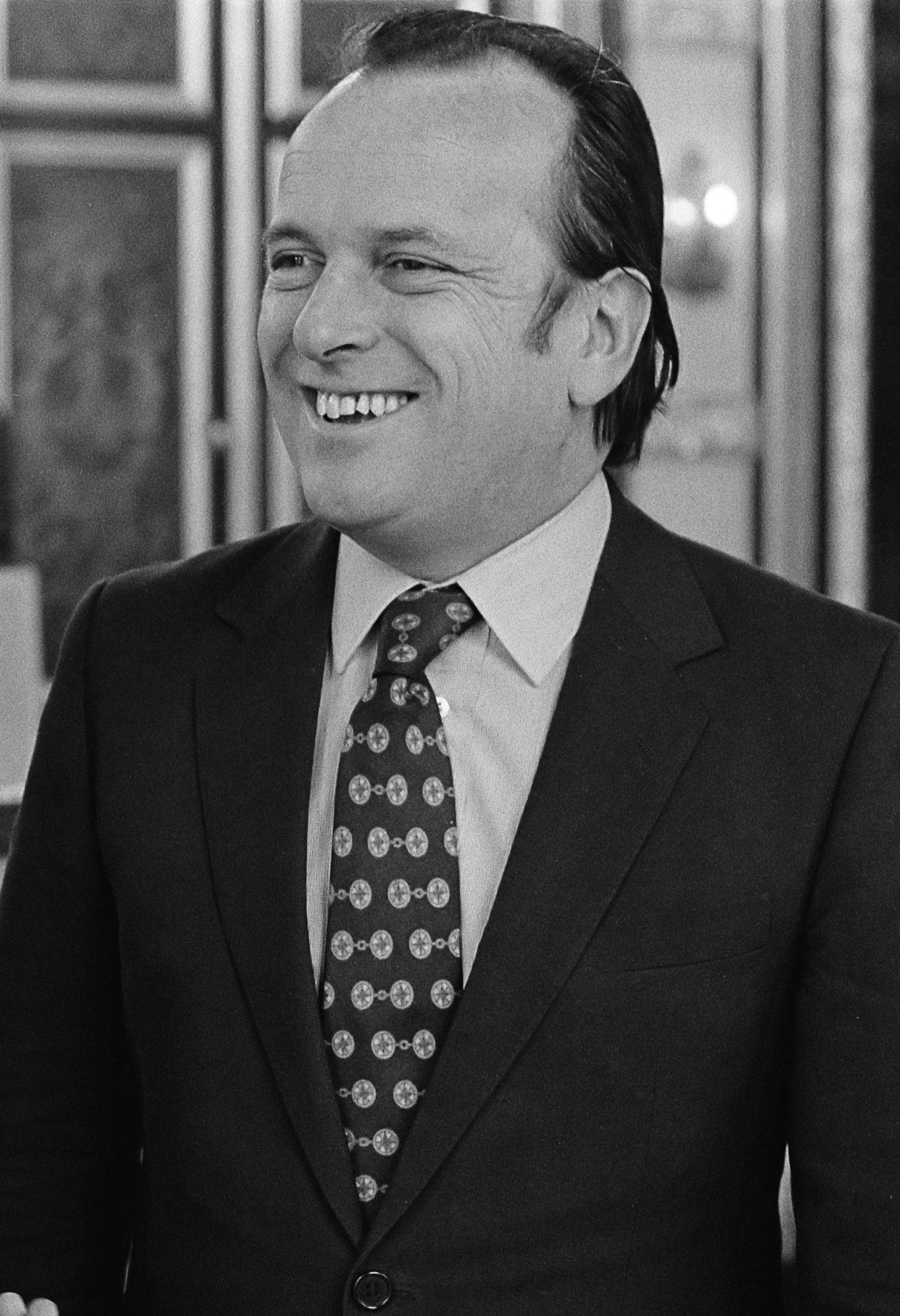
Francisco Pinto Balsemão, membro da chamada Ala Liberal, um dos fundadores do PSD e o segundo militante do partido a chegar a primeiro-ministro

O partido tem, em parte, a sua génese na Ala Liberal da Assembleia Nacional, composta por uma geração de políticos adeptos de uma forte liberalização do regime do Estado Novo. Coube a personalidades que pontificaram na Ala Liberal do antes do 25 de Abril, como Francisco Sá Carneiro, Francisco Pinto Balsemão, Mota Amaral, Joaquim Magalhães Mota, Miller Guerra, entre outros, expôs as fragilidades do regime, influenciando algumas decisões e rompendo com os cânones de uma linha mais dura e pouco flexível que aos pouco foi acabando por ceder. Um total de 30 deputados formaram a "ala liberal" da futura Assembleia sendo Sá Carneiro um dos mais activos elementos do grupo: é neste ambiente que, em parte, o partido tem a sua génese. Exemplos concretos das acções dos chamados "liberais" como fundamentais na transição da ditadura para Democracia Liberal, contam-se, entre outras, medidas apresentadas aquando do projecto de revisão constitucional em 1970. Dele já constavam a abolição da censura e a proclamação da liberdade de Imprensa; a eliminação dos entraves administrativos à liberdade de associação; a extinção dos tribunais plenários, onde se fazia a paródia de julgamento dos presos políticos; a proibição das medidas de segurança sem termo certo, que, aplicada aos mesmos presos políticos, acabavam por se assemelhar à prisão perpétua; a limitação da prisão preventiva sem culpa formada a um prazo máximo de setenta e duas horas; a inclusão do direito ao trabalho e do direito à emigração na lista dos direitos fundamentais; o reforço dos poderes da Assembleia Nacional e a modernização dos seus métodos de trabalho; a restauração do sufrágio universal para a eleição do Presidente da República; a proibição do veto presidencial às leis de revisão constitucional.
Entre 1970 e 1971, o número de detenções por motivos políticos voltou a aumentar. Os ecos da violência e da ilegalidade dos métodos usados na instrução dos processos foram denunciados por apoiantes dos presos e chegaram à Assembleia Nacional pela voz de Sá Carneiro e de outros deputados "liberais". O recuo no terreno das liberdades expressava uma clara travagem a nível político-institucional naquilo que a chamada Primavera Marcelista continha de promessa de renovação contínua do regime.
Contra isto se insurgiram os deputados da Ala Liberal, que apresentaram várias iniciativas legislativas ao longo do ano de 1972.
Após sucessivas desilusões, os deputados da Ala Liberal foram abandonando a Assembleia. Sá Carneiro foi o primeiro, em 1973, com a famosa expressão "É o fim!", seguindo-se-lhe vários outros. Passaram à oposição, nomeadamente através de artigos publicados no jornal Expresso, fundado por Pinto Balsemão em Janeiro de 1973. Os esforços dos "liberais" terão tido o efeito de desacreditar a experiência marcelista junto de largos sectores das classes médias portuguesas.
Foi, no entanto, na cidade do Porto, sua cidade natal, que o Partido Social Democrata teve a sua génese, em parte, no diálogo entre amigos e colegas dos meios republicanos do Porto, como Miguel Veiga, Artur Santos Silva (pai) ou Mário Montalvão Machado. Sá Carneiro professava o republicanismo e a laicidade como as formas de organização estrutural do Estado Português, como refere na célebre entrevista de 1973 concedida a Jaime Gama no Jornal República: "Os conceitos de catolicismo progressista e de democracia cristã são bastante equívocos para mim — e não aceito enquadrar-me em qualquer deles. Entendo que os partidos políticos — que considero absolutamente indispensáveis a uma vida política sã e normal — não carecem de ser confessionais, nem devem sê-lo. Daí que não me mostre nada favorável, nem inclinado, a filiar-me numa democracia cristã. É evidente que a palavra pode não implicar nenhum conceito confessional e nesse sentido apresentar-se apenas como um partido que adopte os valores cristãos. Simplesmente, em política, parece-me que os valores não têm que ter nenhum sentido confessional e, portanto, se amanhã me pudesse enquadrar em qualquer partido, estou convencido de que, dentro dos quadros da Europa Ocidental aceites, iria mais para um, partido social democrata." Foi no escritório dos maçons Mário Cal Brandão e António Macedo, conhecido como "A Toca", que o Partido Popular Democrático tem, em parte, a sua génese: nestes meios republicanos do Porto de resistência ao Estado Novo, maçons como Artur Santos Silva (pai) e republicanos como Mário Montalvão Machado, defendiam a ideia de criar um partido social-democrata de tipo europeu, para além do PPD/PSD ter sido gerado nos escritórios de Francisco Sá Carneiro e de Mário Montalvão Machado da Rua da Picaria, no diálogo político entre os dois colegas e amigos. A cidade do Porto foi sempre um baluarte dos social-democratas portugueses, embora a sua identidade política também emergiu, secundariamente, em Lisboa, das ideias liberais do Prof. Adelino da Palma Carlos, que teve, no seu Governo: o I Governo Provisório, entre os seus ministros, Francisco Sá Carneiro, e sempre teve, entre os seus militantes e dirigentes, outros «republicanos históricos» e social-democratas que não eram capazes de dar caução ao marxismo teórico em que, na altura, se enredava o PS, como Mário Montalvão Machado, Artur Santos Silva (pai), José Augusto Seabra, Artur Andrade, Artur da Cunha Leal, Olívio França ou Nuno Rodrigues dos Santos, que lhe imprimiram, de algum modo, o seu carácter reformista e humanista. E mesmo, de modo temporário, outros «republicanos históricos» como Emídio Guerreiro.

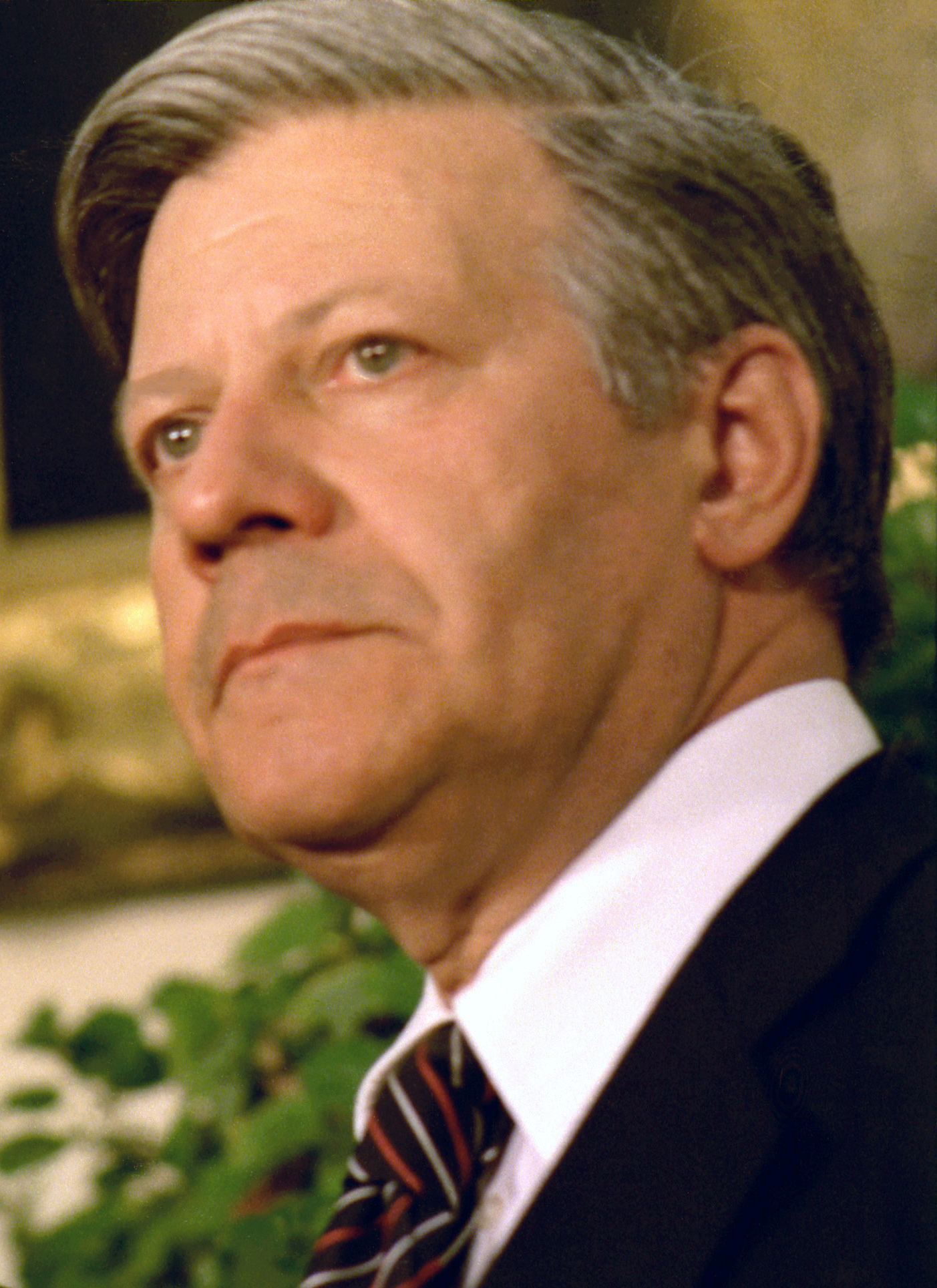
Helmut Schmidt, Chanceler da Alemanha Ocidental entre 1974 a 1982. O PSD de Sá Carneiro, que se assumiu como social-democrata em 1974, invocou a prática do SPD de Helmut Schmidt.

A social-democracia que, na altura, servia de ponto de encontro a todos estes heterogéneos percursos pouco tinha a ver com o marxismo e os movimentos operários do século XIX. Resulta, sobretudo, do prestígio, repete-se, que então alcança o modelo do SPD que, depois de ter abandonado o programático marxismo em 1959, alcança um enorme prestígio na Europa, principalmente com o estilo de Helmut Schmidt.
Neste sentido, O PSD assume as especificidades que o caracterizam como um partido personalista, para o qual o início e o fim da política reside na pessoa humana; um partido de forte pendor nacional; um partido com valores e princípios claros, permeável à criatividade e à imaginação, aberto à inovação; um partido a favor de um Estado-Providência seguro para organizar a actividade económica, valorizando também o liberalismo político e a livre iniciativa caraterizadora de uma economia aberta de mercado, própria das sociedades contemporâneas que são globalizadas; um partido que é dialogante, aberto à pluralidade de opiniões e à sociedade civil, defensor da moderação e da convivência pacífica entre homens de credos diferentes, herdeiro da tradição universalista portuguesa que é estruturalmente avessa a qualquer forma de xenofobia; um partido empenhado na construção europeia, defensor da identidade nacional e dos valores pátrios que deram corpo à Nação Portuguesa, herdeiro de um sentido atlântico e de uma aliança profunda com os povos de expressão lusa; um partido que, apostando na eficácia, valoriza o humanismo, bem como os grandes princípios da justiça, da liberdade e da solidariedade; um partido não confessional, ou seja, laico; um partido inter-classista, vocacionado para representar as diversas categorias da população portuguesa, e apostado na defesa da cooperação entre as classes sociais como a via mais adequada para a obtenção do bem comum; um partido que aposta no reconhecimento do mérito e na capacidade de afirmação pessoal e social, cada vez mais necessárias numa sociedade onde cresce o espaço para a realização das capacidades individuais e onde importa distinguir os talentos pessoais.
O PSD afirma-se como um partido de bases activas e militantes. Os dirigentes locais do PSD afirmam-se na primeira linha do combate político, na defesa dos seus princípios e na defesa dos anseios das populações dos respectivos Concelhos, Distritos e Regiões Autónomas, bem como foi um partido que se empenhou na Autonomia Administrativa dos Açores e da Madeira. O Partido Social Democrata, desde a sua fundação, sempre se assumiu como o Partido da Autonomia. Assim, as estruturas do PSD nos Açores e na Madeira dispõem de autonomia, num modelo de solidariedade recíproca bem-sucedida, que tem potenciado a sua implantação e a sua adequação à realidade insular.

### Após o 25 de Abril

Mota Pinto, que encabeçava o chamado "grupo de Coimbra" do PSD, foi o terceiro primeiro-ministro do partido e morreu dias antes do congresso da Figueira da Foz, em Maio de 1985.

Francisco Sá Carneiro durante vários anos combateu a ordem estabelecida após a Revolução dos Cravos, visto que queria o Governo e o Parlamento, e não o Conselho da Revolução e a Assembleia do Movimento das Forças Armadas, como órgãos de soberania.

### Aliança Democrática (1979–83)
Sá Carneiro venceu as eleições legislativas de 1979 em coligação com o CDS de Diogo Freitas do Amaral e o PPM de Gonçalo Ribeiro Telles (a coligação chamava-se Aliança Democrática). O PSD haveria de participar em todos governos de Portugal nos 16 anos seguintes, mas o primeiro governo de centro-direita foi de curta duração: Sá Carneiro morreu na noite de 4 de Dezembro de 1980, em circunstâncias trágicas e nunca, até hoje, completamente esclarecidas, quando o avião no qual seguia se despenhou em Camarate, pouco depois da descolagem do aeroporto de Lisboa, quando se dirigia ao Porto para participar num comício de apoio ao candidato presidencial da coligação, o General António Soares Carneiro. Juntamente com ele morreu o Ministro da Defesa, o democrata-cristão Adelino Amaro da Costa, bem como a sua companheira Snu Abecassis, para além de assessores, piloto e co-piloto. Nesse mesmo dia, Sá Carneiro gravara uma mensagem de tempo de antena onde exortava ao voto no candidato apoiado pela AD, ameaçando mesmo demitir-se caso Soares Carneiro perdesse as eleições (o que viria de facto a suceder três dias mais tarde, sendo assim o General António Ramalho Eanes reeleito para o seu segundo mandato presidencial). Dada a sua trágica morte, pode-se muito bem especular sobre se teria ou não demitido em função dos acontecimentos subsequentes… Ainda hoje há duas teses relativas à sua morte: a de acidente (eventualmente motivado por negligência na manutenção de um avião que não era novo), ou a de atentado (nesse último caso, desconhecendo-se quem o perpetrara e contra quem teria sido ao certo — Sá Carneiro ou Amaro da Costa).
O PSD e o governo passam a ser liderados por Francisco Pinto Balsemão (1981-1983), que assumiu o governo umas semanas após a morte de Sá Carneiro. Balsemão demitiu-se em Dezembro de 1982 na sequência de um mau resultado nas eleições autárquicas de 1982, num contexto de grave crise económica.

### Bloco Central (1983–85)
O PS vence as eleições legislativas antecipadas de 1983, mas não consegue conquistar uma maioria. Na altura, Portugal estava a viver uma grave crise económica; o PS (liderado por Mário Soares) e o PSD (liderado por Nuno Rodrigues dos Santos) acabam por decidir formar uma aliança de governo — o chamado Bloco Central — para assegurar a estabilidade política e aplicar as medidas necessárias para enfrentar a crise. Do lado do PSD, Carlos Alberto Mota Pinto é designado para ser vice-primeiro-ministro. Ainda em 1983, o governo do Bloco Central pede um resgate ao FMI, o qual é concedido e acaba por durar até 1985, fazendo com que este governo de coligação fique marcado pela aplicação de duras medidas de austeridade. Nuno Rodrigues dos Santos morreu em Abril de 1984 e Carlos Alberto da Mota Pinto sucede-lhe como Presidente do PSD.
Em Fevereiro de 1985, Mota Pinto demitiu-se da liderança do PSD e do cargo de vice-primeiro-ministro, devido à crescente oposição interna. Estava agendado um congresso do PSD para 18 e 19 de Maio, onde possivelmente Mota Pinto poderia concorrer (e eventualmente ser relegitimado). Contudo, em 6 de Maio de 1985 Carlos Mota Pinto morre.

### Cavaquismo (1985–95)

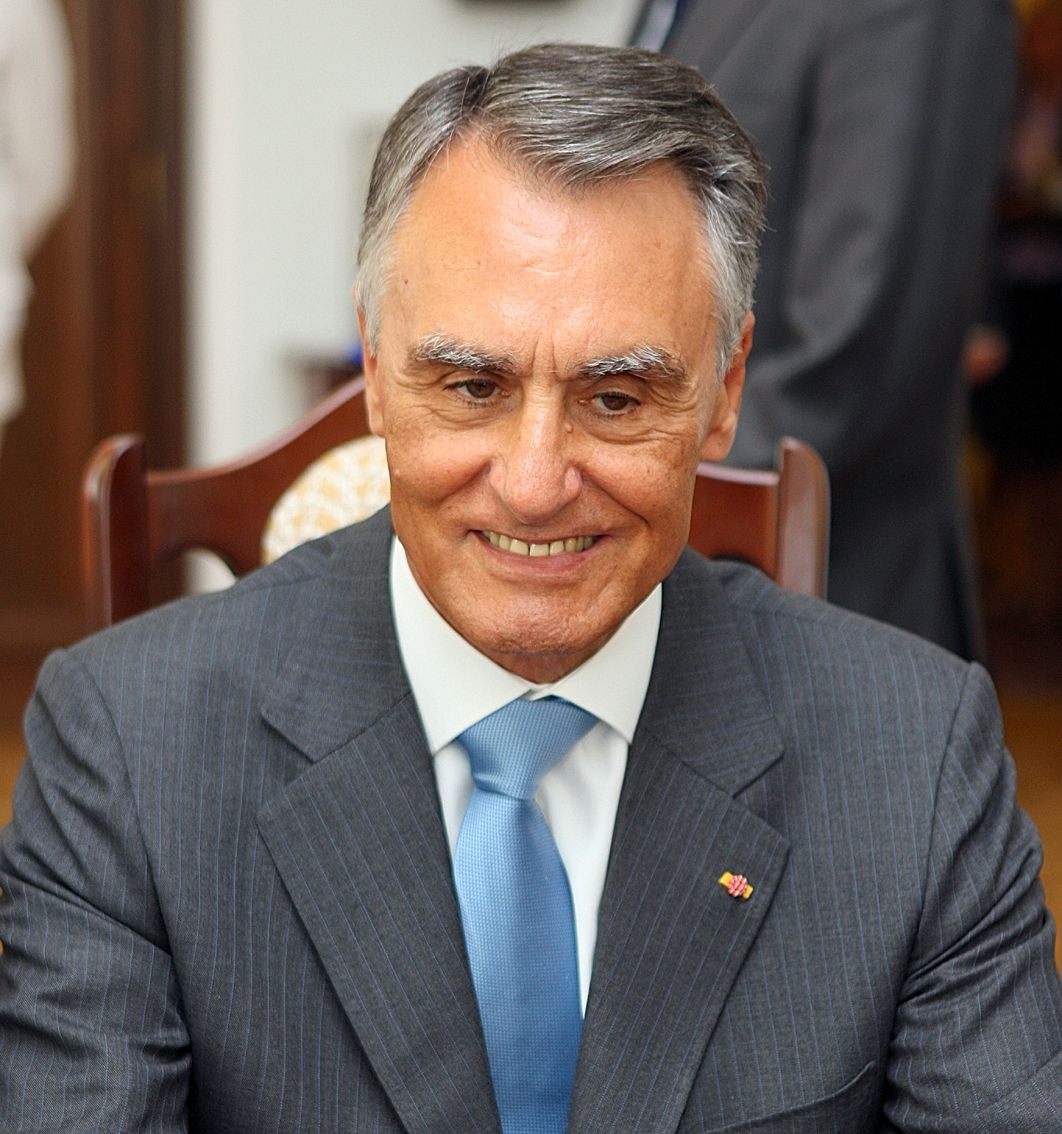
Aníbal Cavaco Silva foi primeiro-ministro de Portugal entre 1985 e 1995 e Presidente da República entre 2006 e 2016. Cavaco Silva conquistou as duas únicas maiorias absolutas do PSD em solitário e foi o primeiro militante do partido a chegar a Presidente da República. Os 10 anos de "Cavaquismo" foram geralmente marcados por crescimento económico e pela modernização do país, que permitiram uma convergência sem precedentes com a média dos países da Europa Ocidental.

Em 18-19 de Maio de 1985, num histórico congresso realizado na Figueira da Foz, Aníbal Cavaco Silva, que havia sido Ministro das Finanças do Governo de Sá Carneiro, vence a corrida à liderança do partido, quando inicialmente nem sequer era candidato. Cavaco Silva rompe com o Bloco Central e são convocadas eleições legislativas antecipadas.
O PSD venceria as eleições legislativas de 1985, sem maioria absoluta. Os projectos do Governo necessitavam de equilíbrio com a terceira força parlamentar, o recém-criado Partido Renovador Democrático, inspirado pela figura política de Ramalho Eanes. Até 1987, o equilíbrio manteve-se, mas uma moção de censura, nesse último ano, fez cair o governo minoritário do PSD.
Convocadas eleições legislativas antecipadas para Julho de 1987, o PSD torna-se então o primeiro partido político português a atingir a maioria absoluta parlamentar após o 25 de Abril. Cavaco Silva viria a obter nova maioria absoluta nas eleições legislativas de 1991 para mais quatro anos.
À data de 1995, os 10 anos de governo de Cavaco Silva tinham sido marcados, na sua maioria, por um significativo crescimento económico e modernização de Portugal, o que resultou numa aproximação sem precedentes do PIB per capita e dos padrões de vida de Portugal com a média dos países da Europa Ocidental. Contudo, a partir de 1992, devido aos efeitos da crise cambial do Sistema Monetário Europeu, Portugal entrou em crise económica: o crescimento abrandou em 1992 e Portugal entrou em recessão em 1993, o que levou o governo de Cavaco Silva a tomar impopulares medidas de austeridade fiscal. O terceiro governo de Cavaco Silva também foi marcado por medidas controversas como um grande aumento das propinas no Ensino Superior (o que levou a largos protestos dos estudantes), o aumento de 50% nas portagens na Ponte 25 de Abril (que levou a uma das maiores manifestações desde a revolução do 25 de Abril: o bloqueio da Ponte em 24 de Junho de 1994) e a persistência em continuar com a construção da Barragem de Foz Côa. O crescimento económico regressou a partir de 1995, mas a relação dos portugueses com Cavaco Silva já não era a mesma que lhe tinha dado a segunda maioria absoluta quatro anos antes.

### Oposição (1995–02)

#### Fim do Cavaquismo (1995–96)
Em Fevereiro de 1995, Cavaco Silva (ainda primeiro-ministro), anunciou que não se ia candidatar a um quarto mandato como Primeiro-Ministro e que ia deixar a liderança do PSD. Contudo, Cavaco Silva esperava que o PSD continuasse a governar Portugal depois de 1995: o seu Ministro da Defesa, Fernando Nogueira foi eleito Presidente do PSD para contestar as eleições legislativas de outubro de 1995 e Cavaco Silva pretendia candidatar-se a Presidente da República nas eleições presidenciais de 1996. O PSD obteve um fraco resultado nas legislativas de Outubro de 1995, o que leva à demissão de Fernando Nogueira; António Guterres torna-se primeiro-ministro de um governo minoritário do PS, fazendo com que, pela primeira vez desde 1980, o PSD não participasse num governo de Portugal. Em Janeiro de 1996, Cavaco Silva perde as eleições presidenciais para o socialista Jorge Sampaio, pelo que o PS passa a deter quer o governo quer a Presidência de Portugal.

#### Marcelo Rebelo de Sousa (1996–99)

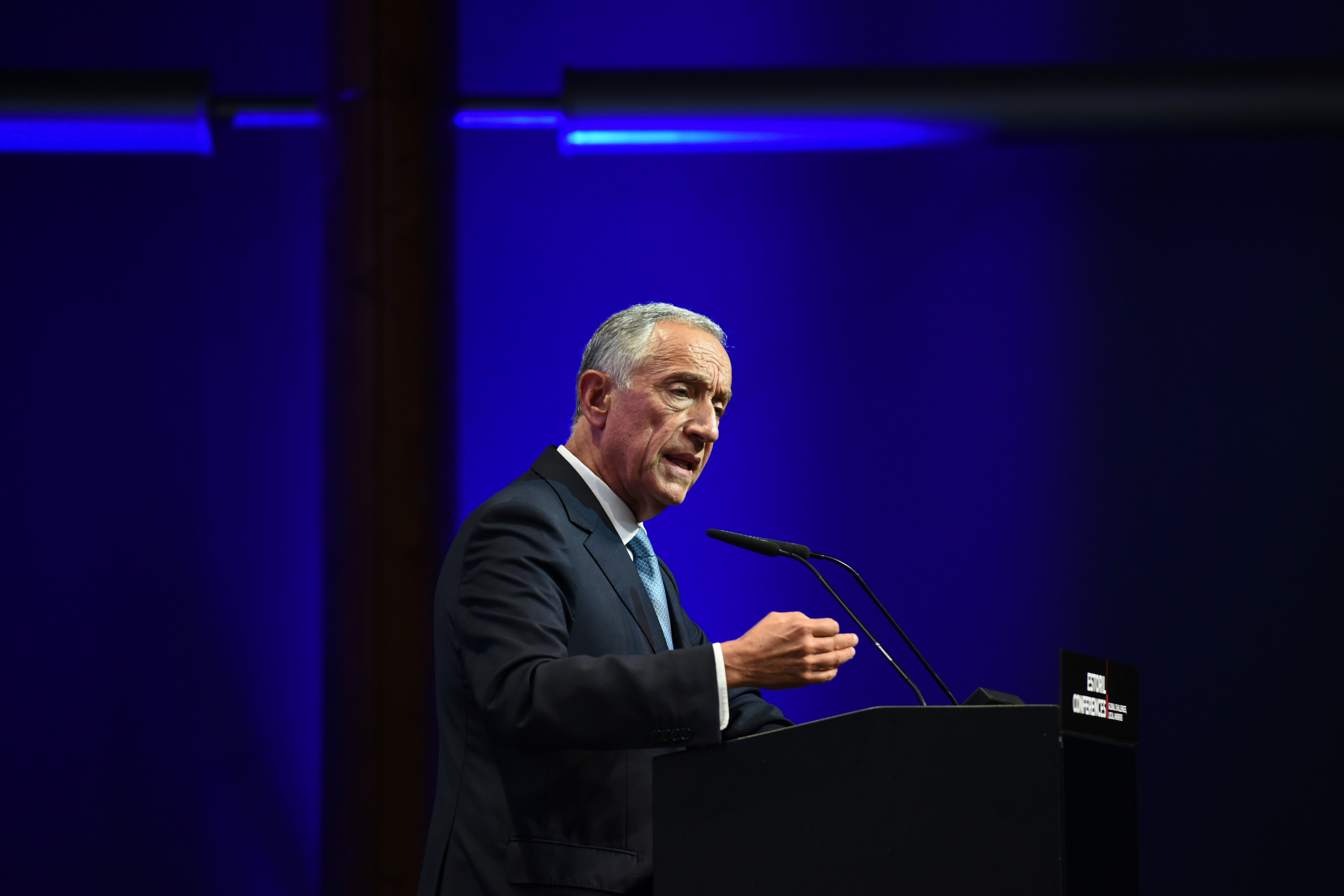
Marcelo Rebelo de Sousa, Presidente do PSD entre 1996 e 1999 e Presidente da República desde 2016

Em 1996, Marcelo Rebelo de Sousa assume a liderança do PSD, substituindo Fernando Nogueira. A liderança de Marcelo Rebelo de Sousa foi marcada por uma aproximação ao governo de António Guterres, tendo o PSD viabilizado três Orçamentos do Estado do governo. Marcelo Rebelo de Sousa também reatou as relações institucionais entre o PSD e o PCP, que estavam cortadas há cerca de 20 anos.
Marcelo Rebelo de Sousa foi um dos promotores da adesão do PSD ao Partido Popular Europeu (até 1996 o PSD era membro do Partido da Aliança dos Democratas e Liberais pela Europa).
A liderança de Marcelo Rebelo de Sousa é ainda marcada pela realização de dois referendos nacionais, no ano de 1998, cuja iniciativa partiu do líder do PSD, que viu também as suas posições saírem vencedoras. O primeiro foi o referendo nacional sobre a questão do aborto, em 28 de Junho: vitória do não (50,91%) — ainda que com quase seis milhões de eleitores (68,06%) a optarem pela abstenção. O segundo foi o referendo sobre a regionalização administrativa, a 8 de Novembro: 63,59% dos votantes são contrários à proposta de reforma administrativa; abstenção de 51,3%.
A rutura com o líder do CDS-PP, Paulo Portas, com quem Marcelo preparava uma aliança política, resultou no fim do seu consulado no PSD. Como tal, foi já sob a presidência de José Durão Barroso que o PSD se apresentou nas eleições legislativas de 1999.

#### A ascensão dos liberais: Durão Barroso (1999–04)

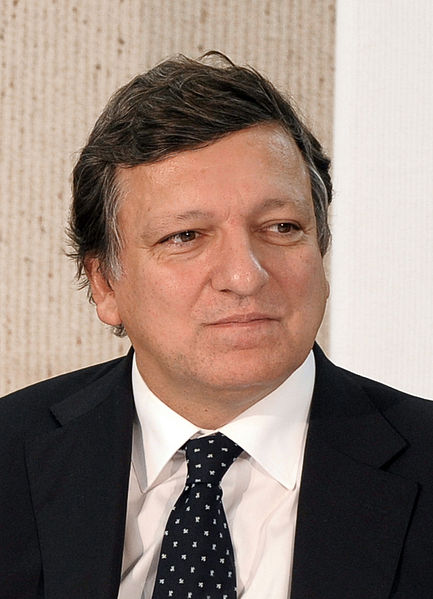
Durão Barroso foi primeiro-ministro entre 2002 e 2004. O seu governo foi marcado por políticas de austeridade e consolidação orçamental delineadas pela Ministra das Finanças Manuela Ferreira Leite. Barroso foi subsequentemente Presidente da Comissão Europeia entre 2004 e 2014.

Em Maio de 1999, Durão Barroso, um liberal que fora ministro de Cavaco Silva e que regressara a Portugal após a conclusão do seu doutoramento nos EUA, é eleito como sucessor de Marcelo Rebelo de Sousa. O PSD perde as eleições legislativas de outubro de 1999 (pelo que Guterres é reeleito para um segundo mandato como primeiro-ministro). Como consequência, a liderança de Barroso é contestada; Barroso consegue ser reeleito por uma escassa margem contra Pedro Santana Lopes no Congresso de Viseu em Fevereiro de 2000. Nas eleições presidenciais de Janeiro de 2001, Joaquim Ferreira do Amaral, o candidato do PSD e antigo ministro de Cavaco Silva, perde contra o incumbente Jorge Sampaio. Contudo, uma série de acontecimentos ao longo de 2001 fazem com que o governo de António Guterres sofra danos na sua popularidade e credibilidade: em Março ocorre a tragédia de Entre-os-Rios, ao longo do ano o crescimento económico abranda significativamente e intrigas no interior do PS danificam a autoridade de Guterres. Em Dezembro de 2001, o PS de António Guterres sofre um resultado desastroso nas eleições autárquicas; por outro lado, o PSD tem o melhor resultado em eleições autárquicas, conquistando 159 câmaras municipais (incluindo as dos maiores municípios, tais como Lisboa, Porto, Coimbra, Sintra e Vila Nova de Gaia).

### Governo de coligação PSD–CDS: Durão Barroso e Santana Lopes (2002–05)
Na sequência do mau resultado do PS nas eleições autárquicas de dezembro de 2001, António Guterres demite-se do cargo de primeiro-ministro e de líder do PS. O Presidente Jorge Sampaio convoca eleições antecipadas para Março de 2002, que o PSD vence, embora sem maioria absoluta, tendo de recorrer a uma coligação com o CDS-PP de Paulo Portas.
Na altura, Portugal estava a entrar num período de crise económica que acabaria por levar a uma estagnação de mais de uma década. Portugal tinha entrado no Euro e tinha ultrapassado o limite do défice orçamental. O governo de coligação de Durão Barroso foi marcado pela introdução de fortes medidas de austeridade e consolidação orçamental, delineadas pela Ministra das Finanças Manuela Ferreira Leite.
Em Junho e Julho de 2004 a crise na escolha de candidatos para a presidência da Comissão Europeia faz com que surja um convite a Durão Barroso para aceitar concorrer ao cargo. Durão pondera e decide apresentar a sua demissão de primeiro-ministro ao presidente da República, Jorge Sampaio, que convida o seu entretanto eleito sucessor na liderança partidária, Pedro Santana Lopes, para o cargo de líder do governo, o que provoca a demissão do líder do Partido Socialista, Eduardo Ferro Rodrigues.

### Oposição (2005–11)
O governo de Santana cai após apenas quatro meses, por iniciativa de Jorge Sampaio, que decide convocar eleições antecipadas para Fevereiro de 2005. Estas eleições legislativas de 2005 seriam ganhas pelo Partido Socialista, então recém-liderado por José Sócrates. Santana Lopes não conseguiu controlar o défice orçamental, pelo que o governo de Sócrates, ao qual o PSD fazia oposição, foi inicialmente também marcado por austeridade num contexto de crise e estagnação económica.
O líder seguinte foi Luís Marques Mendes, eleito no congresso de Pombal, após Pedro Santana Lopes ter convocado um congresso extraordinário na sequência da derrota nas eleições legislativas. Porém, Marques Mendes sofreu uma intensa oposição interna e acabou por ser vencido por Luís Filipe Menezes em 28 de Setembro de 2007, em eleições directas. Este, foi líder da Comissão Política Nacional do PSD entre 28 de Setembro de 2007 e 18 de abril de 2008, tendo apresentado a sua demissão devido a pressões constantes sobre a sua liderança, originadas pela oposição interna. Sucedeu-lhe, então, Manuela Ferreira Leite, eleita em 31 de maio de 2008, com 37,6 % dos votos. Em segundo lugar das directas do partido ficou Pedro Passos Coelho, com 31,7 % dos votos, seguindo-se Pedro Santana Lopes, com 29,8 % e Patinha Antão, com 0,7 % dos votos.

### Governo de coligação PSD–CDS: Passos Coelho (2011–15)
A solidificação do liberalismo económico
A liderança de Manuela Ferreira Leite não resistiria, porém, à derrota nas eleições legislativas de 2009, embora o partido tivesse obtido uma surpreendente vitória nas eleições europeias realizadas escassos meses antes. Sucedeu-lhe Pedro Passos Coelho, que venceu as eleições diretas de 27 de Março de 2010 com 61,06% dos votos, derrotando Paulo Rangel, Aguiar-Branco e Castanheira Barros, e acabaria por se tornar primeiro-ministro ao vencer as eleições legislativas de 2011. Sem maioria absoluta, o PSD viu-se obrigado a reeditar a coligação com o CDS/PP para formar governo. Passos Coelho assumiu desde logo um programa economicamente liberal, virando ideologicamente o partido à direita e afastando-se da matriz moderada do PSD. Governando sob o programa de assistência financeira da Troika, o governo de Passos Coelho apostou por uma política de privatizações em massa, flexibilização do mercado de trabalho e cortes de salários e pensões, o que acabou por provocar largos protestos no país (notavelmente as manifestações de 15 de Setembro de 2012) e uma demarcação clara de dois grupos dentro do PSD — um de tendência mais liberal (encabeçado pelo próprio Passos Coelho) e outro mais ligado ao centro, ligado a figuras como Rui Rio, Manuela Ferreira Leite (que se aproximou da ala mais social, em detrimento da liberal) ou José Pacheco Pereira.

### Oposição (2015–24)

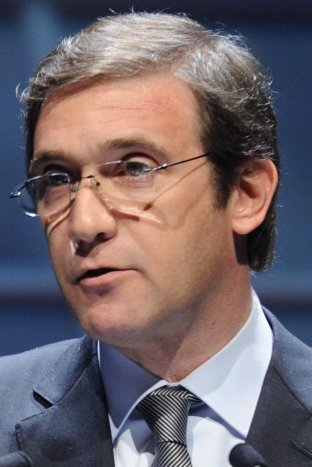
Passos Coelho, foi primeiro-ministro de Portugal de 2011 a 2015, num contexto em que Portugal tinha sido intervencionado externamente, após o governo de José Sócrates ter chamado a Troika.

#### Oposição mais à direita: Passos Coelho (2015–18)
O PSD acabaria por passar à oposição após as eleições legislativas de 2015, ao falhar a maioria absoluta em conjunto com o CDS-PP. Na sequência destas eleições, o PS de António Costa forma um governo com o suporte parlamentar do Bloco de Esquerda, PCP e PEV. Passos Coelho era crítico das políticas do governo de Costa de redução e reversão da austeridade, temendo que levassem a uma nova crise financeira, possivelmente com necessidade de um novo resgate da Troika. Em 19 de Julho de 2016, Passos Coelho anunciou abertamente uma data para o início desse possível colapso da economia: numa reunião com deputados do PSD disse "Aproveitem bem as férias, que em Setembro vem aí o diabo". As previsões de Passos Coelho acabaram por não se concretizar: em 2016 o governo obteve um défice orçamental de 2,1% (o mais baixo da Terceira República) e em 2017 a economia de Portugal cresceu 2,7% (o maior crescimento desde 2000), o que afetou a credibilidade da estratégia de Pedro Passos Coelho para regressar ao governo. Nas eleições autárquicas de 2017, o PSD obteve o pior resultado da sua história, ficando mesmo em terceiro lugar nos municípios de Lisboa e Porto, o que levou a que Passos Coelho anunciasse que não se iria recandidatar nas eleições internas previstas para Janeiro de 2018.
Em 2017, o PSD votou a favor da abolição do limite de angariação de fundos por parte de partidos políticos, juntamente com o PS, PCP, BE e PEV, permitindo assim que todos os partidos aceitem de forma ilimitada "donativos" de entidades privadas que, no entanto, não são obrigados a revelar. Apesar de discordar com a proposta, o presidente da república Marcelo Rebelo de Sousa aprovou-a em 2018.

#### Oposição ao centro: Rui Rio (2018–22)
Nas eleições diretas de Janeiro de 2018, a disputa deu-se entre candidatos das duas tendências — Pedro Santana Lopes representou a tendência economicamente liberal mais à direita (do antecessor Passos Coelho), enquanto Rui Rio encabeçou a ala mais moderada. Este último acabou por ser eleito líder do partido com 54,37% dos votos.
Em abril de 2018, logo após ser eleito presidente do PSD, Rui Rio assinou, em nome do PSD, dois acordos com o PS, liderado pelo primeiro-ministro, António Costa, versando sobre a descentralização de competências para as autarquias locais e os fundos europeus do programa comunitário Portugal 2030.
Em janeiro de 2019, num sintoma da forte turbulência interna ao nível do PSD e de contestação à liderança de Rui Rio, Luís Montenegro anunciou a intenção de disputar a liderança do PSD, tendo Rui Rio recusado convocar eleições internas antecipadas, não deixando, no entanto, de submeter a sua comissão política a uma moção de confiança, que foi aprovada no conselho nacional do PSD, pelo que Luís Montenegro não logrou disputar a liderança do PSD no imediato.
Nas eleições europeias de 2019, o PSD obteve o seu pior resultado de sempre a concorrer sozinho, tendo 21,94% dos votos a nível nacional e chegando a mínimos históricos nas zonas de maior densidade populacional, como por exemplo em Lisboa onde conseguiria apenas 16,44% dos votos e em Setúbal onde conseguiria apenas 10,33% dos votos. Ainda foi mais afetado no Alentejo, tendo apenas 8,81% dos votos no distrito de Beja.
Em fevereiro de 2020, Rui Rio venceu as eleições diretas do PSD contra Luís Montenegro e Miguel Pinto Luz, tendo disputado uma inédita segunda volta contra Luís Montenegro. Em outubro desse ano, o PSD, tendo ficado em 2.º lugar nas eleições regionais dos Açores, regressou à presidência do Governo Regional dos Açores e formou uma coligação com o CDS-PP e o PPM, tendo os três partidos assinado um acordo de incidência parlamentar com o Chega e, ainda, um acordo de incidência parlamentar apenas entre o PSD e a Iniciativa Liberal. O ato significou o fim de 24 anos de governos regionais açorianos liderados pelo PS, que perdeu, em 2020, a maioria absoluta de que dispunha na assembleia legislativa dos Açores desde 2000. No entanto, a contradição entre o posicionamento centrista de Rui Rio e a assinatura de um acordo de incidência parlamentar com um partido de extrema-direita foi alvo de grande polémica por parte da opinião publicada. Rui Rio alegou que estava em causa uma decisão no âmbito da esturutra regional do PSD nos Açores, mas que, ainda assim, admitia um acordo a nível nacional entre o PSD e o Chega, desde que este último moderasse as suas posições.
Em novembro de 2021, após a dissolução da Assembleia da República e o anúncio da convocação de eleições legislativas antecipadas para 2022, as eleições diretas do PSD foram antecipadas, tendo Rui Rio defrontado Paulo Rangel e saído novamente vencedor, disputando assim as eleições legislativas de 2022.
Nas eleições legislativas de 2019 e nas eleições legislativas de 2022, o PSD obteve resultados eleitorais abaixo dos 30%. Em 2022, Rui Rio convocou eleições diretas antecipadas no PSD, perante o mau resultado obtido pelo partido nas eleições legislativas antecipadas, das quais resultou uma maioria absoluta do PS, liderado por António Costa.
A liderança da oposição de Rui Rio ficou marcada por um posicionamento ideológico expresso no slogan das campanhas para as eleições internas no partido, Portugal ao Centro. Em questões de costumes, embora mantendo a tradicional liberdade de voto do PSD, Rui Rio assumiu um posicionamento contrário à maioria dos dirigentes e militantes do partido, anunciando o voto a favor da despenalização da morte medicamente assistida e a sua oposição à convocação de um referendo sobre o tema. Uma vez que esta tomada de posição contrariava uma moção aprovada no congresso nacional do PSD, de 2018, segundo a qual a comissão política nacional do PSD deveria defender a realização de um referendo sobre a despenalização da morte medicamente assistida, o conselho nacional de jurisdição do PSD apreciou uma queixa de um militante do partido contra Rui Rio, tendo decidido pela sua absolvição.

#### Oposição de centro-direita: Luís Montenegro (2022–2024)
Após Rui Rio ter anunciado que abandonaria a liderança do PSD após o péssimo resultado nas legislativas de 2022, as novas diretas tiveram lugar 8 meses depois da última. Luís Montenegro foi o primeiro a candidatar-se, seguindo-se o ex-ministro Jorge Moreira da Silva. As eleições tiveram lugar a 28 de maio de 2022, e Luís Montenegro conseguiu uma vitória com 72,48% dos votos. Tomou posse no 40.º Congresso Nacional do PSD, de 1 a 3 de julho, no Porto. A sua liderança da oposição corporizou uma maior atenção e vigilância às medidas e atitudes do Governo de António Costa, que viria a cair fruto da Operação Influencer. Luís Montenegro tornou-se primeiro-ministro após vencer as eleições legislativas de 10 de março de 2024.

### Regresso ao Poder (2024–atualidade):
Luís Montenegro levou o PSD de volta ao poder depois de 8 anos na oposição. Após a vitória da Aliança Democrática (PSD - CDS - PPM) nas eleições de 10 de março de 2024, Luís Montenegro foi convidado a formar governo no dia 21 e tomou posse no dia 2 de abril de 2024, liderando o XXIV Governo Constitucional.  No final do ano conseguiu a aprovação do Orçamento de Estado de 2025 através da abstenção do Partido Socialista após extensas negociações.
O XXIV Governo caiu após a rejeição de uma moção de confiança, na sequência do Caso Spinumviva. Essa rejeição levou o país às eleições legislativas 2025, de onde Luís Montenegro e a AD sairam vencedores. 

## Ideologia do partido
O Partido Social Democrata é um partido não confessional, ou seja, tem carácter laico. O laicismo é uma doutrina política e social que defende e promove a separação do Estado das igrejas e das comunidades religiosas, assim como a neutralidade do Estado em matéria religiosa. Assim o PSD opõe-se simultaneamente ao ateísmo de Estado e à teocracia. Reconhece porém a matriz essencialmente humanista cristã dos cidadãos portugueses, frequentemente mediada pela Igreja Católica Romana.
O PSD preconiza o regime republicano como forma de governo: forma de governo na qual um representante, normalmente chamado presidente, é escolhido pelos cidadãos para ser o chefe de país. A forma de eleição é normalmente realizada por voto livre e secreto, em intervalos regulares, variando conforme o país. Entre a facão social-democrata do PSD (tal como na população portuguesa em termos estatísticos), o catolicismo romano é maioritário, apesar da social-democracia, no Centro da Europa continental e da Europa Nórdica estar ligada, principalmente, aos cristãos protestantes, principalmente sobre a forma de socialismo cristão ou semelhante. O S.P.D. alemão, por exemplo, é eleitoralmente forte junto à população alemã de confissão luterana (e protestante em geral) e nas regiões norte e leste da Alemanha.
O PSD começou por ser um partido que se situava em sintonia com o centro-esquerda da social-democracia, nunca tendo ultrapassado uma posição de liberalismo reformista de centro-direita que lhe deu Aníbal Cavaco Silva e também Sá Carneiro, durante o tempo da Aliança Democrática, num tempo de reativar a Economia portuguesa. Difundir o pensamento de cooperação no mundo do trabalho, defender a democracia política, económica, social e cultural inspirada nos valores do Estado de Direito, lutar pela garantia dos Direitos Humanos civis e políticos dos cidadãos, defender a democracia, a liberdade e a independência sindicais são alguns dos objetivos do partido. Com a liderança de Pedro Passos Coelho, a ideologia do partido e de parte dos seus apoiantes moveu-se para a direita sob a forma de liberalismo económico, em sintonia com o conservadorismo social já existente no partido.
O PSD tem sido um dos principais partidos a propor alterações na Lei de Nacionalidade no sentido de abranger um maior número de luso-descendentes. A recente alteração na referida lei, de 2006, originou-se de proposta do deputado Neves Moreira, passando a permitir um processo mais facilitado para os netos de portugueses adquirirem a nacionalidade derivada (naturalização), caso seus pais tenham falecido sem a nacionalidade portuguesa.
O partido luta pela ampliação dos direitos dos luso-descendentes, tendo proposto, em Dezembro de 2009, nova alteração com vistas a garantir a nacionalidade originária (dupla cidadania) a netos de portugueses nascidos no estrangeiro cujos pais faleceram sem obter a nacionalidade portuguesa. Ainda neste âmbito, o PSD foi contra a alteração que restringe o direito a voto dos emigrantes portugueses ao escrutínio presencial, temendo o alijamento de direito inalienável a todo cidadão português. Segundo alega o partido, muitos emigrantes portugueses localizam-se em regiões distantes da rede consular, que recentemente sofreu redução, dificultando assim o exercício do voto.

#### Política externa
O PSD é um partido europeísta e pro-UE, que defende a integração europeia e a permanência de Portugal na União Europeia. Apoiou também a adoção do euro. O partido defende uma maior aproximação aos EUA e a uma maior relação bilateral entre Portugal e os EUA, também é pró-OTAN e defende o reforço da presença portuguesa na OTAN. O PSD defende que os gastos militares cheguem à meta de 2%. Assim o partido tem posições favoráveis ao atlantismo.

## Filiação Internacional
O PSD está filiado, a nível internacional, na Internacional Democrata Centrista e no Partido Popular Europeu. Anteriormente, pertenceu à Internacional Liberal quando foi rejeitada a sua entrada nos sociais-democratas europeus, onde pertence o Partido Socialista. Com a gradual mudança do PSD do centro-esquerda para o centro-direita, passou a aderir no Partido Popular Europeu, onde se insere também o CDS-PP.

## Resultados eleitorais

### Eleições legislativas
| Data | Líder                        | Cl.                 | Votos               | %                   | +/-                 | Deputados | +/- | Status                             |
| ---- | ---------------------------- | ------------------- | ------------------- | ------------------- | ------------------- | --------- | --- | ---------------------------------- |
| 1975 | Francisco Sá Carneiro        | 2.º                 | 1 507 282           | 26,39 / 100,00      |                     | 81 / 250  |     |                                    |
| 1976 | Francisco Sá Carneiro        | 2.º                 | 1 335 381           | 24,35 / 100,00      | 2,04                | 73 / 263  | 8   | Oposição                           |
| 1979 | Francisco Sá Carneiro        | Aliança Democrática | Aliança Democrática | Aliança Democrática | Aliança Democrática | 80 / 250  | 7   | Governo                            |
| 1980 | Francisco Sá Carneiro        | Aliança Democrática | Aliança Democrática | Aliança Democrática | Aliança Democrática | 82 / 250  | 2   | Governo                            |
| 1983 | Carlos Alberto da Mota Pinto | 2.º                 | 1 554 804           | 27,24 / 100,00      |                     | 75 / 250  | 7   | Governo (Bloco Central)            |
| 1985 | Aníbal Cavaco Silva          | 1.º                 | 1 732 288           | 29,87 / 100,00      | 2,73                | 88 / 250  | 13  | Governo                            |
| 1987 | Aníbal Cavaco Silva          | 1.º                 | 2 850 784           | 50,22 / 100,00      | 20,35               | 148 / 250 | 60  | Governo                            |
| 1991 | Aníbal Cavaco Silva          | 1.º                 | 2 902 351           | 50,60 / 100,00      | 0,38                | 135 / 230 | 13  | Governo                            |
| 1995 | Fernando Nogueira            | 2.º                 | 2 014 589           | 34,12 / 100,00      | 16,48               | 88 / 230  | 47  | Oposição                           |
| 1999 | José Manuel Durão Barroso    | 2.º                 | 1 750 158           | 32,32 / 100,00      | 1,80                | 81 / 230  | 7   | Oposição                           |
| 2002 | José Manuel Durão Barroso    | 1.º                 | 2 200 765           | 40,21 / 100,00      | 7,89                | 105 / 230 | 24  | Governo                            |
| 2005 | Pedro Santana Lopes          | 2.º                 | 1 653 425           | 28,77 / 100,00      | 11,44               | 71 / 230  | 34  | Oposição                           |
| 2009 | Manuela Ferreira Leite       | 2.º                 | 1 654 777           | 29,11 / 100,00      | 0,34                | 81 / 230  | 10  | Oposição                           |
| 2011 | Pedro Passos Coelho          | 1.º                 | 2 159 742           | 38,65 / 100,00      | 8,54                | 108 / 230 | 27  | Governo                            |
| 2015 | Pedro Passos Coelho          | Portugal à Frente   | Portugal à Frente   | Portugal à Frente   | Portugal à Frente   | 89 / 230  | 19  | Governo (outubro-novembro de 2015) |
| 2015 | Pedro Passos Coelho          | Portugal à Frente   | Portugal à Frente   | Portugal à Frente   | Portugal à Frente   | 89 / 230  | 19  | Oposição (novembro de 2015-2019)   |
| 2019 | Rui Rio                      | 2.º                 | 1 457 704           | 27,76 / 100,00      |                     | 79 / 230  | 10  | Oposição                           |
| 2022 | Rui Rio                      | 2.º                 | 1 571 811           | 27,83 / 100,00      | 0,07                | 77 / 230  | 2   | Oposição                           |
| 2024 | Luís Montenegro              | Aliança Democrática | Aliança Democrática | Aliança Democrática | Aliança Democrática | 78 / 230  | 1   | Governo                            |
| 2025 | Luís Montenegro              | Aliança Democrática | Aliança Democrática | Aliança Democrática | Aliança Democrática | 89 / 230  | 11  | Governo                            |

#### Açores
| Data | Cl. | Votos  | %            | +/-  | Deputados | +/-     |
| ---- | --- | ------ | ------------ | ---- | --------- | ------- |
| 1975 | 1.º | 85 788 | 59,3 / 100,0 |      | 5 / 6     |         |
| 1976 | 1.º | 62 996 | 49,5 / 100,0 | 9,8  | 4 / 6     | 1       |
| 1979 | 1.º | 67 598 | 52,0 / 100,0 | 2,5  | 3 / 5     | 1       |
| 1980 | 1.º | 68 663 | 57,0 / 100,0 | 5,0  | 4 / 5     | 1       |
| 1983 | 1.º | 58 536 | 54,5 / 100,0 | 2,5  | 3 / 5     | 1       |
| 1985 | 1.º | 50 137 | 48,3 / 100,0 | 6,2  | 3 / 5     | Estável |
| 1987 | 1.º | 63 450 | 66,7 / 100,0 | 18,4 | 4 / 5     | 1       |
| 1991 | 1.º | 67 155 | 64,1 / 100,0 | 2,6  | 4 / 5     | Estável |
| 1995 | 1.º | 50 757 | 47,8 / 100,0 | 16,3 | 3 / 5     | 1       |
| 1999 | 2.º | 33 524 | 35,8 / 100,0 | 12,0 | 2 / 5     | 1       |
| 2002 | 1.º | 40 740 | 45,4 / 100,0 | 9,6  | 3 / 5     | 1       |
| 2005 | 2.º | 31 385 | 34,4 / 100,0 | 11,0 | 2 / 5     | 1       |
| 2009 | 2.º | 34 030 | 35,7 / 100,0 | 1,3  | 2 / 5     | Estável |
| 2011 | 1.º | 42 784 | 47,4 / 100,0 | 11,7 | 3 / 5     | 1       |
| 2015 | 2.º | 33 826 | 36,1 / 100,0 | 11,3 | 2 / 5     | 1       |
| 2019 | 2.º | 25 249 | 30,2 / 100,0 | 5,9  | 2 / 5     | Estável |

#### Aveiro
| Data | Cl.                 | Votos               | %                   | +/-                 | Deputados           | +/-                 |
| ---- | ------------------- | ------------------- | ------------------- | ------------------- | ------------------- | ------------------- |
| 1975 | 1.º                 | 141 872             | 42,9 / 100,0        |                     | 7 / 14              |                     |
| 1976 | 1.º                 | 113 595             | 35,2 / 100,0        | 7,7                 | 6 / 15              | 1                   |
| 1979 | Aliança Democrática | Aliança Democrática | Aliança Democrática | Aliança Democrática | Aliança Democrática | Aliança Democrática |
| 1980 | Aliança Democrática | Aliança Democrática | Aliança Democrática | Aliança Democrática | Aliança Democrática | Aliança Democrática |
| 1983 | 2.º                 | 119 058             | 34,8 / 100,0        |                     | 6 / 15              |                     |
| 1985 | 1.º                 | 135 247             | 38,4 / 100,0        | 3,6                 | 6 / 15              | Estável             |
| 1987 | 1.º                 | 215 540             | 60,4 / 100,0        | 22,0                | 11 / 15             | 4                   |
| 1991 | 1.º                 | 217 615             | 58,6 / 100,0        | 1,9                 | 9 / 14              | 2                   |
| 1995 | 1.º                 | 158 152             | 41,2 / 100,0        | 17,4                | 6 / 14              | Estável             |
| 1999 | 2.º                 | 138 717             | 38,3 / 100,0        | 2,9                 | 6 / 15              | Estável             |
| 2002 | 1.º                 | 169 926             | 46,4 / 100,0        | 8,1                 | 8 / 15              | 2                   |
| 2005 | 2.º                 | 139 109             | 35,7 / 100,0        | 10,4                | 6 / 15              | 2                   |
| 2009 | 1.º                 | 134 971             | 34,6 / 100,0        | 1,1                 | 7 / 16              | 1                   |
| 2011 | 1.º                 | 170 857             | 44,5 / 100,0        | 9,9                 | 8 / 16              | 1                   |
| 2015 | Portugal à Frente   | Portugal à Frente   | Portugal à Frente   | Portugal à Frente   | Portugal à Frente   | Portugal à Frente   |
| 2019 | 2.º                 | 118 141             | 33,6 / 100,0        |                     | 6 / 16              |                     |

#### Beja
| Data | Cl.                 | Votos               | %                   | +/-                 | Deputados           | +/-                 |
| ---- | ------------------- | ------------------- | ------------------- | ------------------- | ------------------- | ------------------- |
| 1975 | 4.º                 | 6 787               | 5,3 / 100,0         |                     | 0 / 6               |                     |
| 1976 | 3.º                 | 9 882               | 8,2 / 100,0         | 2,9                 | 0 / 6               | Estável             |
| 1979 | Aliança Democrática | Aliança Democrática | Aliança Democrática | Aliança Democrática | Aliança Democrática | Aliança Democrática |
| 1980 | Aliança Democrática | Aliança Democrática | Aliança Democrática | Aliança Democrática | Aliança Democrática | Aliança Democrática |
| 1983 | 3.º                 | 13 545              | 11,8 / 100,0        |                     | 0 / 5               |                     |
| 1985 | 3.º                 | 15 532              | 13,7 / 100,0        | 1,9                 | 1 / 5               | 1                   |
| 1987 | 3.º                 | 25 121              | 24,5 / 100,0        | 10,8                | 1 / 5               | Estável             |
| 1991 | 2.º                 | 28 308              | 29,3 / 100,0        | 4,8                 | 1 / 4               | Estável             |
| 1995 | 3.º                 | 15 125              | 15,7 / 100,0        | 13,6                | 1 / 4               | Estável             |
| 1999 | 3.º                 | 12 310              | 14,5 / 100,0        | 1,2                 | 0 / 3               | 1                   |
| 2002 | 3.º                 | 17 449              | 21,2 / 100,0        | 6,7                 | 0 / 3               | Estável             |
| 2005 | 3.º                 | 10 730              | 12,3 / 100,0        | 8,9                 | 0 / 3               | Estável             |
| 2009 | 3.º                 | 12 056              | 14,7 / 100,0        | 2,4                 | 0 / 3               | Estável             |
| 2011 | 3.º                 | 17 711              | 23,7 / 100,0        | 9,0                 | 1 / 3               | 1                   |
| 2015 | Portugal à Frente   | Portugal à Frente   | Portugal à Frente   | Portugal à Frente   | Portugal à Frente   | Portugal à Frente   |
| 2019 | 3.º                 | 8 544               | 13,3 / 100,0        |                     | 0 / 3               |                     |

#### Braga
| Data | Cl.                 | Votos               | %                   | +/-                 | Deputados           | +/-                 |
| ---- | ------------------- | ------------------- | ------------------- | ------------------- | ------------------- | ------------------- |
| 1975 | 1.º                 | 121 173             | 37,7 / 100,0        |                     | 7 / 15              |                     |
| 1976 | 2.º                 | 97 886              | 28,6 / 100,0        | 9,1                 | 5 / 15              | 2                   |
| 1979 | Aliança Democrática | Aliança Democrática | Aliança Democrática | Aliança Democrática | Aliança Democrática | Aliança Democrática |
| 1980 | Aliança Democrática | Aliança Democrática | Aliança Democrática | Aliança Democrática | Aliança Democrática | Aliança Democrática |
| 1983 | 2.º                 | 101 826             | 27,0 / 100,0        |                     | 5 / 16              |                     |
| 1985 | 1.º                 | 130 151             | 32,8 / 100,0        | 5,8                 | 6 / 16              | 1                   |
| 1987 | 1.º                 | 215 380             | 53,4 / 100,0        | 20,6                | 10 / 17             | 4                   |
| 1991 | 1.º                 | 227 580             | 53,6 / 100,0        | 0,2                 | 10 / 16             | Estável             |
| 1995 | 2.º                 | 173 041             | 38,2 / 100,0        | 15,4                | 7 / 16              | 3                   |
| 1999 | 2.º                 | 161 616             | 36,7 / 100,0        | 1,5                 | 7 / 17              | Estável             |
| 2002 | 1.º                 | 201 443             | 44,4 / 100,0        | 7,7                 | 9 / 18              | 2                   |
| 2005 | 2.º                 | 158 244             | 32,9 / 100,0        | 11,5                | 7 / 18              | 2                   |
| 2009 | 2.º                 | 153 448             | 30,8 / 100,0        | 2,1                 | 6 / 19              | 1                   |
| 2011 | 1.º                 | 194 545             | 40,1 / 100,0        | 9,3                 | 9 / 19              | 3                   |
| 2015 | Portugal à Frente   | Portugal à Frente   | Portugal à Frente   | Portugal à Frente   | Portugal à Frente   | Portugal à Frente   |
| 2019 | 2.º                 | 158 652             | 34,1 / 100,0        |                     | 8 / 19              |                     |

#### Bragança
| Data | Cl.                 | Votos               | %                   | +/-                 | Deputados           | +/-                 |
| ---- | ------------------- | ------------------- | ------------------- | ------------------- | ------------------- | ------------------- |
| 1975 | 1.º                 | 43 220              | 43,0 / 100,0        |                     | 3 / 4               |                     |
| 1976 | 1.º                 | 31 636              | 33,3 / 100,0        | 9,7                 | 2 / 5               | 1                   |
| 1979 | Aliança Democrática | Aliança Democrática | Aliança Democrática | Aliança Democrática | Aliança Democrática | Aliança Democrática |
| 1980 | Aliança Democrática | Aliança Democrática | Aliança Democrática | Aliança Democrática | Aliança Democrática | Aliança Democrática |
| 1983 | 1.º                 | 33 196              | 35,8 / 100,0        |                     | 2 / 4               |                     |
| 1985 | 1.º                 | 36 037              | 39,2 / 100,0        | 3,4                 | 2 / 4               | Estável             |
| 1987 | 1.º                 | 56 467              | 60,8 / 100,0        | 21,6                | 3 / 4               | 1                   |
| 1991 | 1.º                 | 52 608              | 57,9 / 100,0        | 2,9                 | 3 / 4               | Estável             |
| 1995 | 1.º                 | 40 581              | 44,8 / 100,0        | 13,1                | 2 / 4               | 1                   |
| 1999 | 1.º                 | 37 130              | 45,1 / 100,0        | 0,3                 | 2 / 4               | Estável             |
| 2002 | 1.º                 | 45 070              | 53,2 / 100,0        | 8,1                 | 3 / 4               | 1                   |
| 2005 | 2.º                 | 32 129              | 39,0 / 100,0        | 14,2                | 2 / 4               | 1                   |
| 2009 | 1.º                 | 34 122              | 40,6 / 100,0        | 1,6                 | 2 / 3               | Estável             |
| 2011 | 1.º                 | 39 321              | 52,0 / 100,0        | 10,4                | 2 / 3               | Estável             |
| 2015 | Portugal à Frente   | Portugal à Frente   | Portugal à Frente   | Portugal à Frente   | Portugal à Frente   | Portugal à Frente   |
| 2019 | 1.º                 | 25 909              | 40,8 / 100,0        |                     | 2 / 3               |                     |

#### Castelo Branco
| Data | Cl.                 | Votos               | %                   | +/-                 | Deputados           | +/-                 |
| ---- | ------------------- | ------------------- | ------------------- | ------------------- | ------------------- | ------------------- |
| 1975 | 2.º                 | 37 206              | 24,3 / 100,0        |                     | 2 / 7               |                     |
| 1976 | 2.º                 | 32 212              | 22,6 / 100,0        | 1,6                 | 2 / 7               | Estável             |
| 1979 | Aliança Democrática | Aliança Democrática | Aliança Democrática | Aliança Democrática | Aliança Democrática | Aliança Democrática |
| 1980 | Aliança Democrática | Aliança Democrática | Aliança Democrática | Aliança Democrática | Aliança Democrática | Aliança Democrática |
| 1983 | 2.º                 | 42 461              | 30,6 / 100,0        |                     | 2 / 6               |                     |
| 1985 | 1.º                 | 43 874              | 31,2 / 100,0        | 0,6                 | 3 / 6               | 1                   |
| 1987 | 1.º                 | 71 610              | 52,1 / 100,0        | 20,9                | 4 / 6               | 1                   |
| 1991 | 1.º                 | 69 867              | 51,8 / 100,0        | 0,3                 | 3 / 5               | 1                   |
| 1995 | 2.º                 | 43 962              | 32,1 / 100,0        | 19,7                | 2 / 5               | 1                   |
| 1999 | 2.º                 | 39 176              | 32,0 / 100,0        | 0,1                 | 2 / 5               | Estável             |
| 2002 | 2.º                 | 45 771              | 38,3 / 100,0        | 6,3                 | 2 / 5               | Estável             |
| 2005 | 2.º                 | 33 240              | 26,7 / 100,0        | 11,6                | 1 / 5               | 1                   |
| 2009 | 2.º                 | 34 919              | 29,7 / 100,0        | 3,0                 | 2 / 4               | 1                   |
| 2011 | 1.º                 | 41 799              | 38,0 / 100,0        | 8,3                 | 2 / 4               | Estável             |
| 2015 | Portugal à Frente   | Portugal à Frente   | Portugal à Frente   | Portugal à Frente   | Portugal à Frente   | Portugal à Frente   |
| 2019 | 2.º                 | 24 674              | 26,3 / 100,0        |                     | 1 / 4               |                     |

#### Coimbra
| Data | Cl.                 | Votos               | %                   | +/-                 | Deputados           | +/-                 |
| ---- | ------------------- | ------------------- | ------------------- | ------------------- | ------------------- | ------------------- |
| 1975 | 2.º                 | 71 942              | 27,2 / 100,0        |                     | 4 / 12              |                     |
| 1976 | 2.º                 | 64 162              | 26,7 / 100,0        | 0,5                 | 4 / 12              | Estável             |
| 1979 | Aliança Democrática | Aliança Democrática | Aliança Democrática | Aliança Democrática | Aliança Democrática | Aliança Democrática |
| 1980 | Aliança Democrática | Aliança Democrática | Aliança Democrática | Aliança Democrática | Aliança Democrática | Aliança Democrática |
| 1983 | 2.º                 | 68 935              | 27,8 / 100,0        |                     | 3 / 11              |                     |
| 1985 | 1.º                 | 72 725              | 29,5 / 100,0        | 1,7                 | 4 / 11              | 1                   |
| 1987 | 1.º                 | 121 641             | 50,0 / 100,0        | 20,5                | 6 / 11              | 2                   |
| 1991 | 1.º                 | 123 176             | 49,9 / 100,0        | 0,1                 | 6 / 10              | Estável             |
| 1995 | 2.º                 | 87 817              | 34,5 / 100,0        | 15,4                | 4 / 10              | 2                   |
| 1999 | 2.º                 | 81 760              | 35,2 / 100,0        | 0,7                 | 4 / 10              | Estável             |
| 2002 | 2.º                 | 95 944              | 41,0 / 100,0        | 5,8                 | 5 / 10              | 1                   |
| 2005 | 2.º                 | 78 062              | 31,9 / 100,0        | 9,1                 | 4 / 10              | 1                   |
| 2009 | 2.º                 | 72 418              | 30,6 / 100,0        | 1,3                 | 4 / 10              | Estável             |
| 2011 | 1.º                 | 91 123              | 40,2 / 100,0        | 9,6                 | 5 / 9               | 1                   |
| 2015 | Portugal à Frente   | Portugal à Frente   | Portugal à Frente   | Portugal à Frente   | Portugal à Frente   | Portugal à Frente   |
| 2019 | 2.º                 | 54 279              | 26,6 / 100,0        |                     | 3 / 9               |                     |

#### Évora
| Data | Cl.                 | Votos               | %                   | +/-                 | Deputados           | +/-                 |
| ---- | ------------------- | ------------------- | ------------------- | ------------------- | ------------------- | ------------------- |
| 1975 | 4.º                 | 8 718               | 6,9 / 100,0         |                     | 0 / 5               |                     |
| 1976 | 3.º                 | 11 107              | 9,2 / 100,0         | 2,3                 | 0 / 6               | Estável             |
| 1979 | Aliança Democrática | Aliança Democrática | Aliança Democrática | Aliança Democrática | Aliança Democrática | Aliança Democrática |
| 1980 | Aliança Democrática | Aliança Democrática | Aliança Democrática | Aliança Democrática | Aliança Democrática | Aliança Democrática |
| 1983 | 3.º                 | 22 184              | 18,6 / 100,0        |                     | 1 / 5               |                     |
| 1985 | 2.º                 | 22 561              | 19,1 / 100,0        | 0,5                 | 1 / 5               | Estável             |
| 1987 | 2.º                 | 35 300              | 32,1 / 100,0        | 13,0                | 2 / 4               | 1                   |
| 1991 | 1.º                 | 36 603              | 35,0 / 100,0        | 2,9                 | 2 / 4               | Estável             |
| 1995 | 3.º                 | 21 091              | 20,2 / 100,0        | 14,8                | 1 / 4               | 1                   |
| 1999 | 3.º                 | 17 307              | 18,7 / 100,0        | 1,5                 | 1 / 4               | Estável             |
| 2002 | 2.º                 | 23 032              | 25,3 / 100,0        | 6,6                 | 1 / 3               | Estável             |
| 2005 | 3.º                 | 16 141              | 16,7 / 100,0        | 8,6                 | 0 / 3               | 1                   |
| 2009 | 3.º                 | 17 361              | 19,0 / 100,0        | 2,3                 | 1 / 3               | 1                   |
| 2011 | 2.º                 | 23 652              | 27,5 / 100,0        | 8,5                 | 1 / 3               | Estável             |
| 2015 | Portugal à Frente   | Portugal à Frente   | Portugal à Frente   | Portugal à Frente   | Portugal à Frente   | Portugal à Frente   |
| 2019 | 3.º                 | 12 937              | 17,5 / 100,0        |                     | 0 / 3               |                     |

#### Faro
| Data | Cl.                 | Votos               | %                   | +/-                 | Deputados           | +/-                 |
| ---- | ------------------- | ------------------- | ------------------- | ------------------- | ------------------- | ------------------- |
| 1975 | 2.º                 | 28 595              | 13,9 / 100,0        |                     | 1 / 9               |                     |
| 1976 | 2.º                 | 36 906              | 19,3 / 100,0        | 5,4                 | 2 / 9               | 1                   |
| 1979 | Aliança Democrática | Aliança Democrática | Aliança Democrática | Aliança Democrática | Aliança Democrática | Aliança Democrática |
| 1980 | Aliança Democrática | Aliança Democrática | Aliança Democrática | Aliança Democrática | Aliança Democrática | Aliança Democrática |
| 1983 | 2.º                 | 44 758              | 23,1 / 100,0        |                     | 2 / 9               |                     |
| 1985 | 1.º                 | 56 238              | 28,4 / 100,0        | 5,3                 | 3 / 9               | 1                   |
| 1987 | 1.º                 | 88 442              | 46,7 / 100,0        | 18,3                | 5 / 9               | 2                   |
| 1991 | 1.º                 | 98 867              | 50,8 / 100,0        | 4,1                 | 5 / 8               | Estável             |
| 1995 | 2.º                 | 57 929              | 29,2 / 100,0        | 21,6                | 3 / 8               | 2                   |
| 1999 | 2.º                 | 53 153              | 29,5 / 100,0        | 0,3                 | 3 / 8               | Estável             |
| 2002 | 2.º                 | 70 236              | 37,7 / 100,0        | 8,2                 | 4 / 8               | 1                   |
| 2005 | 2.º                 | 49 101              | 24,6 / 100,0        | 13,1                | 2 / 8               | 2                   |
| 2009 | 2.º                 | 52 770              | 26,2 / 100,0        | 1,6                 | 3 / 8               | 1                   |
| 2011 | 1.º                 | 74 491              | 37,0 / 100,0        | 10,8                | 4 / 9               | 1                   |
| 2015 | Portugal à Frente   | Portugal à Frente   | Portugal à Frente   | Portugal à Frente   | Portugal à Frente   | Portugal à Frente   |
| 2019 | 2.º                 | 38 504              | 22,3 / 100,0        |                     | 3 / 9               |                     |

#### Guarda
| Data | Cl.                 | Votos               | %                   | +/-                 | Deputados           | +/-                 |
| ---- | ------------------- | ------------------- | ------------------- | ------------------- | ------------------- | ------------------- |
| 1975 | 1.º                 | 42 322              | 33,3 / 100,0        |                     | 3 / 6               |                     |
| 1976 | 2.º                 | 31 307              | 25,7 / 100,0        | 7,6                 | 2 / 6               | 1                   |
| 1979 | Aliança Democrática | Aliança Democrática | Aliança Democrática | Aliança Democrática | Aliança Democrática | Aliança Democrática |
| 1980 | Aliança Democrática | Aliança Democrática | Aliança Democrática | Aliança Democrática | Aliança Democrática | Aliança Democrática |
| 1983 | 2.º                 | 37 233              | 31,5 / 100,0        |                     | 2 / 5               |                     |
| 1985 | 1.º                 | 39 984              | 33,6 / 100,0        | 2,1                 | 2 / 5               | Estável             |
| 1987 | 1.º                 | 71 133              | 60,0 / 100,0        | 26,4                | 4 / 5               | 2                   |
| 1991 | 1.º                 | 66 306              | 58,6 / 100,0        | 1,4                 | 3 / 4               | 1                   |
| 1995 | 2.º                 | 45 285              | 39,9 / 100,0        | 18,7                | 2 / 4               | 1                   |
| 1999 | 2.º                 | 40 004              | 39,2 / 100,0        | 0,7                 | 2 / 4               | Estável             |
| 2002 | 1.º                 | 48 972              | 48,5 / 100,0        | 9,3                 | 2 / 4               | Estável             |
| 2005 | 2.º                 | 35 092              | 34,7 / 100,0        | 13,8                | 2 / 4               | Estável             |
| 2009 | 2.º                 | 36 419              | 35,6 / 100,0        | 0,9                 | 2 / 4               | Estável             |
| 2011 | 1.º                 | 43 016              | 46,3 / 100,0        | 10,7                | 3 / 4               | 1                   |
| 2015 | Portugal à Frente   | Portugal à Frente   | Portugal à Frente   | Portugal à Frente   | Portugal à Frente   | Portugal à Frente   |
| 2019 | 2.º                 | 26 343              | 34,4 / 100,0        |                     | 1 / 3               |                     |

#### Leiria
| Data | Cl.                 | Votos               | %                   | +/-                 | Deputados           | +/-                 |
| ---- | ------------------- | ------------------- | ------------------- | ------------------- | ------------------- | ------------------- |
| 1975 | 1.º                 | 85 924              | 35,6 / 100,0        |                     | 5 / 11              |                     |
| 1976 | 1.º                 | 69 457              | 31,2 / 100,0        | 4,3                 | 4 / 11              | 1                   |
| 1979 | Aliança Democrática | Aliança Democrática | Aliança Democrática | Aliança Democrática | Aliança Democrática | Aliança Democrática |
| 1980 | Aliança Democrática | Aliança Democrática | Aliança Democrática | Aliança Democrática | Aliança Democrática | Aliança Democrática |
| 1983 | 1.º                 | 84 862              | 35,6 / 100,0        |                     | 4 / 11              |                     |
| 1985 | 1.º                 | 93 193              | 38,6 / 100,0        | 3,0                 | 5 / 11              | 1                   |
| 1987 | 1.º                 | 146 879             | 60,8 / 100,0        | 22,2                | 9 / 11              | 4                   |
| 1991 | 1.º                 | 147 279             | 61,2 / 100,0        | 0,4                 | 7 / 10              | 2                   |
| 1995 | 1.º                 | 105 969             | 43,3 / 100,0        | 17,9                | 5 / 10              | 2                   |
| 1999 | 1.º                 | 99 192              | 42,6 / 100,0        | 0,7                 | 5 / 10              | Estável             |
| 2002 | 1.º                 | 121 140             | 50,8 / 100,0        | 8,2                 | 6 / 10              | 1                   |
| 2005 | 1.º                 | 99 244              | 39,8 / 100,0        | 11,0                | 5 / 10              | 1                   |
| 2009 | 1.º                 | 86 595              | 35,0 / 100,0        | 4,8                 | 4 / 10              | 1                   |
| 2011 | 1.º                 | 116 872             | 47,0 / 100,0        | 12,0                | 6 / 10              | 2                   |
| 2015 | Portugal à Frente   | Portugal à Frente   | Portugal à Frente   | Portugal à Frente   | Portugal à Frente   | Portugal à Frente   |
| 2019 | 1.º                 | 74 961              | 33,5 / 100,0        |                     | 5 / 10              |                     |

#### Lisboa
| Data | Cl.                 | Votos               | %                   | +/-                 | Deputados           | +/-                 |
| ---- | ------------------- | ------------------- | ------------------- | ------------------- | ------------------- | ------------------- |
| 1975 | 3.º                 | 190 004             | 15,0 / 100,0        |                     | 9 / 55              |                     |
| 1976 | 3.º                 | 196 031             | 16,4 / 100,0        | 1,4                 | 10 / 58             | 1                   |
| 1979 | Aliança Democrática | Aliança Democrática | Aliança Democrática | Aliança Democrática | Aliança Democrática | Aliança Democrática |
| 1980 | Aliança Democrática | Aliança Democrática | Aliança Democrática | Aliança Democrática | Aliança Democrática | Aliança Democrática |
| 1983 | 3.º                 | 276 660             | 21,8 / 100,0        |                     | 13 / 56             |                     |
| 1985 | 1.º                 | 329 783             | 25,6 / 100,0        | 3,8                 | 15 / 56             | 2                   |
| 1987 | 1.º                 | 564 553             | 45,8 / 100,0        | 20,8                | 28 / 56             | 13                  |
| 1991 | 1.º                 | 556 881             | 45,3 / 100,0        | 0,5                 | 25 / 50             | 3                   |
| 1995 | 2.º                 | 365 857             | 29,0 / 100,0        | 16,3                | 15 / 50             | 10                  |
| 1999 | 2.º                 | 310 577             | 27,3 / 100,0        | 1,7                 | 14 / 49             | 1                   |
| 2002 | 2.º                 | 406 499             | 35,7 / 100,0        | 8,4                 | 18 / 48             | 4                   |
| 2005 | 2.º                 | 280 697             | 23,7 / 100,0        | 12,0                | 12 / 48             | 6                   |
| 2009 | 2.º                 | 288 554             | 25,1 / 100,0        | 1,4                 | 13 / 47             | 1                   |
| 2011 | 1.º                 | 398 789             | 34,1 / 100,0        | 9,0                 | 18 / 47             | 5                   |
| 2015 | Portugal à Frente   | Portugal à Frente   | Portugal à Frente   | Portugal à Frente   | Portugal à Frente   | Portugal à Frente   |
| 2019 | 2.º                 | 248 937             | 22,6 / 100,0        |                     | 12 / 48             |                     |

#### Madeira
| Data | Cl. | Votos  | %            | +/-  | Deputados | +/-     |
| ---- | --- | ------ | ------------ | ---- | --------- | ------- |
| 1975 | 1.º | 78 200 | 61,9 / 100,0 |      | 5 / 6     |         |
| 1976 | 1.º | 60 925 | 53,0 / 100,0 | 8,9  | 4 / 6     | 1       |
| 1979 | 1.º | 73 629 | 57,8 / 100,0 | 4,8  | 4 / 5     | Estável |
| 1980 | 1.º | 78 981 | 63,6 / 100,0 | 5,8  | 4 / 5     | Estável |
| 1983 | 1.º | 66 611 | 56,2 / 100,0 | 7,4  | 4 / 5     | Estável |
| 1985 | 1.º | 68 928 | 56,8 / 100,0 | 0,6  | 4 / 5     | Estável |
| 1987 | 1.º | 77 829 | 65,5 / 100,0 | 8,7  | 4 / 5     | Estável |
| 1991 | 1.º | 78 069 | 62,4 / 100,0 | 3,1  | 4 / 5     | Estável |
| 1995 | 1.º | 61 196 | 46,1 / 100,0 | 16,3 | 3 / 5     | 1       |
| 1999 | 1.º | 56 205 | 46,2 / 100,0 | 0,1  | 3 / 5     | Estável |
| 2002 | 1.º | 67 094 | 53,5 / 100,0 | 7,3  | 4 / 5     | 1       |
| 2005 | 1.º | 63 523 | 45,2 / 100,0 | 8,3  | 3 / 6     | 1       |
| 2009 | 1.º | 66 194 | 48,2 / 100,0 | 3,0  | 4 / 6     | 1       |
| 2011 | 1.º | 68 649 | 49,4 / 100,0 | 1,2  | 4 / 6     | Estável |
| 2015 | 1.º | 47 228 | 37,8 / 100,0 | 11,6 | 3 / 6     | 1       |
| 2019 | 1.º | 48 231 | 37,2 / 100,0 | 0,6  | 3 / 6     | Estável |

#### Portalegre
| Data | Cl.                 | Votos               | %                   | +/-                 | Deputados           | +/-                 |
| ---- | ------------------- | ------------------- | ------------------- | ------------------- | ------------------- | ------------------- |
| 1975 | 3.º                 | 10 075              | 9,9 / 100,0         |                     | 0 / 4               |                     |
| 1976 | 4.º                 | 9 680               | 10,1 / 100,0        | 0,2                 | 0 / 4               | Estável             |
| 1979 | Aliança Democrática | Aliança Democrática | Aliança Democrática | Aliança Democrática | Aliança Democrática | Aliança Democrática |
| 1980 | Aliança Democrática | Aliança Democrática | Aliança Democrática | Aliança Democrática | Aliança Democrática | Aliança Democrática |
| 1983 | 3.º                 | 17 053              | 19,1 / 100,0        |                     | 1 / 4               |                     |
| 1985 | 3.º                 | 19 546              | 20,9 / 100,0        | 1,8                 | 1 / 3               | Estável             |
| 1987 | 1.º                 | 32 545              | 37,4 / 100,0        | 16,5                | 1 / 3               | Estável             |
| 1991 | 1.º                 | 32 490              | 38,9 / 100,0        | 1,5                 | 2 / 3               | 1                   |
| 1995 | 2.º                 | 19 272              | 23,4 / 100,0        | 15,5                | 1 / 3               | 1                   |
| 1999 | 2.º                 | 16 068              | 22,5 / 100,0        | 0,9                 | 1 / 3               | Estável             |
| 2002 | 2.º                 | 20 955              | 30,6 / 100,0        | 8,1                 | 1 / 3               | Estável             |
| 2005 | 2.º                 | 14 290              | 20,2 / 100,0        | 10,4                | 0 / 2               | 1                   |
| 2009 | 2.º                 | 15 763              | 23,8 / 100,0        | 3,6                 | 1 / 2               | 1                   |
| 2011 | 1.º                 | 19 992              | 32,5 / 100,0        | 8,7                 | 1 / 2               | Estável             |
| 2015 | Portugal à Frente   | Portugal à Frente   | Portugal à Frente   | Portugal à Frente   | Portugal à Frente   | Portugal à Frente   |
| 2019 | 2.º                 | 10 375              | 20,1 / 100,0        |                     | 0 / 2               |                     |

#### Porto
| Data | Cl.                 | Votos               | %                   | +/-                 | Deputados           | +/-                 |
| ---- | ------------------- | ------------------- | ------------------- | ------------------- | ------------------- | ------------------- |
| 1975 | 2.º                 | 246 311             | 29,4 / 100,0        |                     | 12 / 36             |                     |
| 1976 | 2.º                 | 222 974             | 27,0 / 100,0        | 2,4                 | 11 / 38             | 1                   |
| 1979 | Aliança Democrática | Aliança Democrática | Aliança Democrática | Aliança Democrática | Aliança Democrática | Aliança Democrática |
| 1980 | Aliança Democrática | Aliança Democrática | Aliança Democrática | Aliança Democrática | Aliança Democrática | Aliança Democrática |
| 1983 | 2.º                 | 233 615             | 26,2 / 100,0        |                     | 10 / 38             |                     |
| 1985 | 1.º                 | 270 526             | 29,3 / 100,0        | 3,1                 | 12 / 39             | 2                   |
| 1987 | 1.º                 | 475 410             | 50,9 / 100,0        | 21,6                | 22 / 39             | 10                  |
| 1991 | 1.º                 | 489 247             | 51,3 / 100,0        | 0,4                 | 21 / 37             | 1                   |
| 1995 | 2.º                 | 364 019             | 36,4 / 100,0        | 14,9                | 14 / 37             | 7                   |
| 1999 | 2.º                 | 298 910             | 32,7 / 100,0        | 3,7                 | 13 / 37             | 1                   |
| 2002 | 2.º                 | 375 204             | 40,0 / 100,0        | 7,3                 | 16 / 38             | 3                   |
| 2005 | 2.º                 | 278 381             | 27,8 / 100,0        | 12,2                | 12 / 38             | 4                   |
| 2009 | 2.º                 | 294 186             | 29,1 / 100,0        | 1,3                 | 12 / 39             | Estável             |
| 2011 | 1.º                 | 388 650             | 39,1 / 100,0        | 10,0                | 17 / 39             | 5                   |
| 2015 | Portugal à Frente   | Portugal à Frente   | Portugal à Frente   | Portugal à Frente   | Portugal à Frente   | Portugal à Frente   |
| 2019 | 2.º                 | 291 183             | 31,2 / 100,0        |                     | 15 / 40             |                     |

#### Santarém
| Data | Cl.                 | Votos               | %                   | +/-                 | Deputados           | +/-                 |
| ---- | ------------------- | ------------------- | ------------------- | ------------------- | ------------------- | ------------------- |
| 1975 | 2.º                 | 55 440              | 18,8 / 100,0        |                     | 3 / 13              |                     |
| 1976 | 2.º                 | 53 138              | 19,5 / 100,0        | 0,7                 | 3 / 13              | Estável             |
| 1979 | Aliança Democrática | Aliança Democrática | Aliança Democrática | Aliança Democrática | Aliança Democrática | Aliança Democrática |
| 1980 | Aliança Democrática | Aliança Democrática | Aliança Democrática | Aliança Democrática | Aliança Democrática | Aliança Democrática |
| 1983 | 2.º                 | 67 238              | 24,7 / 100,0        |                     | 3 / 12              |                     |
| 1985 | 1.º                 | 77 118              | 27,8 / 100,0        | 3,1                 | 4 / 12              | 1                   |
| 1987 | 1.º                 | 127 788             | 47,9 / 100,0        | 20,1                | 7 / 12              | 3                   |
| 1991 | 1.º                 | 130 555             | 49,1 / 100,0        | 1,2                 | 6 / 10              | 1                   |
| 1995 | 2.º                 | 83 580              | 31,0 / 100,0        | 18,1                | 3 / 10              | 3                   |
| 1999 | 2.º                 | 73 307              | 30,2 / 100,0        | 0,8                 | 3 / 10              | Estável             |
| 2002 | 2.º                 | 92 562              | 38,1 / 100,0        | 7,9                 | 4 / 10              | 1                   |
| 2005 | 2.º                 | 67 021              | 26,4 / 100,0        | 11,7                | 3 / 10              | 1                   |
| 2009 | 2.º                 | 66 516              | 27,0 / 100,0        | 0,6                 | 3 / 10              | Estável             |
| 2011 | 1.º                 | 89 526              | 37,7 / 100,0        | 10,7                | 5 / 10              | 2                   |
| 2015 | Portugal à Frente   | Portugal à Frente   | Portugal à Frente   | Portugal à Frente   | Portugal à Frente   | Portugal à Frente   |
| 2019 | 2.º                 | 52 141              | 25,2 / 100,0        |                     | 3 / 9               |                     |

#### Setúbal
| Data | Cl.                 | Votos               | %                   | +/-                 | Deputados           | +/-                 |
| ---- | ------------------- | ------------------- | ------------------- | ------------------- | ------------------- | ------------------- |
| 1975 | 4.º                 | 21 633              | 5,7 / 100,0         |                     | 1 / 16              |                     |
| 1976 | 3.º                 | 30 142              | 8,4 / 100,0         | 2,7                 | 1 / 17              | Estável             |
| 1979 | Aliança Democrática | Aliança Democrática | Aliança Democrática | Aliança Democrática | Aliança Democrática | Aliança Democrática |
| 1980 | Aliança Democrática | Aliança Democrática | Aliança Democrática | Aliança Democrática | Aliança Democrática | Aliança Democrática |
| 1983 | 3.º                 | 50 657              | 12,7 / 100,0        |                     | 2 / 17              |                     |
| 1985 | 4.º                 | 64 674              | 15,4 / 100,0        | 2,7                 | 3 / 17              | 1                   |
| 1987 | 2.º                 | 128 402             | 32,6 / 100,0        | 17,2                | 6 / 17              | 3                   |
| 1991 | 1.º                 | 140 281             | 34,7 / 100,0        | 2,1                 | 6 / 16              | Estável             |
| 1995 | 3.º                 | 79 645              | 18,4 / 100,0        | 16,3                | 3 / 17              | 3                   |
| 1999 | 3.º                 | 70 347              | 18,0 / 100,0        | 0,4                 | 3 / 17              | Estável             |
| 2002 | 2.º                 | 97 465              | 24,7 / 100,0        | 6,7                 | 5 / 17              | 2                   |
| 2005 | 3.º                 | 68 695              | 16,1 / 100,0        | 8,6                 | 3 / 17              | 2                   |
| 2009 | 3.º                 | 68 740              | 16,4 / 100,0        | 0,3                 | 3 / 17              | Estável             |
| 2011 | 2.º                 | 105 965             | 25,2 / 100,0        | 8,8                 | 5 / 17              | 2                   |
| 2015 | Portugal à Frente   | Portugal à Frente   | Portugal à Frente   | Portugal à Frente   | Portugal à Frente   | Portugal à Frente   |
| 2019 | 3.º                 | 56 860              | 14,4 / 100,0        |                     | 3 / 18              |                     |

#### Viana do Castelo
| Data | Cl.                 | Votos               | %                   | +/-                 | Deputados           | +/-                 |
| ---- | ------------------- | ------------------- | ------------------- | ------------------- | ------------------- | ------------------- |
| 1975 | 1.º                 | 50 426              | 36,0 / 100,0        |                     | 3 / 6               |                     |
| 1976 | 1.º                 | 42 519              | 32,8 / 100,0        | 3,2                 | 3 / 7               | Estável             |
| 1979 | Aliança Democrática | Aliança Democrática | Aliança Democrática | Aliança Democrática | Aliança Democrática | Aliança Democrática |
| 1980 | Aliança Democrática | Aliança Democrática | Aliança Democrática | Aliança Democrática | Aliança Democrática | Aliança Democrática |
| 1983 | 1.º                 | 44 869              | 32,6 / 100,0        |                     | 3 / 6               |                     |
| 1985 | 1.º                 | 47 253              | 33,5 / 100,0        | 0,9                 | 3 / 6               | Estável             |
| 1987 | 1.º                 | 76 207              | 54,5 / 100,0        | 21,0                | 5 / 6               | 2                   |
| 1991 | 1.º                 | 79 408              | 56,9 / 100,0        | 2,3                 | 4 / 6               | 1                   |
| 1995 | 1.º                 | 61 051              | 42,1 / 100,0        | 14,8                | 3 / 6               | 1                   |
| 1999 | 2.º                 | 49 081              | 35,8 / 100,0        | 6,3                 | 2 / 6               | 1                   |
| 2002 | 1.º                 | 63 386              | 45,5 / 100,0        | 9,7                 | 3 / 6               | 1                   |
| 2005 | 2.º                 | 47 645              | 33,5 / 100,0        | 12,0                | 2 / 6               | 1                   |
| 2009 | 2.º                 | 44 327              | 31,3 / 100,0        | 2,2                 | 2 / 6               | Estável             |
| 2011 | 1.º                 | 58 806              | 43,6 / 100,0        | 12,3                | 3 / 6               | 1                   |
| 2015 | Portugal à Frente   | Portugal à Frente   | Portugal à Frente   | Portugal à Frente   | Portugal à Frente   | Portugal à Frente   |
| 2019 | 2.º                 | 41 196              | 33,8 / 100,0        |                     | 3 / 6               |                     |

#### Vila Real
| Data | Cl.                 | Votos               | %                   | +/-                 | Deputados           | +/-                 |
| ---- | ------------------- | ------------------- | ------------------- | ------------------- | ------------------- | ------------------- |
| 1975 | 1.º                 | 64 339              | 45,8 / 100,0        |                     | 4 / 6               |                     |
| 1976 | 1.º                 | 50 736              | 39,0 / 100,0        | 6,8                 | 4 / 7               | Estável             |
| 1979 | Aliança Democrática | Aliança Democrática | Aliança Democrática | Aliança Democrática | Aliança Democrática | Aliança Democrática |
| 1980 | Aliança Democrática | Aliança Democrática | Aliança Democrática | Aliança Democrática | Aliança Democrática | Aliança Democrática |
| 1983 | 1.º                 | 55 547              | 42,0 / 100,0        |                     | 3 / 6               |                     |
| 1985 | 1.º                 | 55 388              | 42,2 / 100,0        | 0,2                 | 3 / 6               | Estável             |
| 1987 | 1.º                 | 84 965              | 62,5 / 100,0        | 20,3                | 5 / 6               | 2                   |
| 1991 | 1.º                 | 79 190              | 60,6 / 100,0        | 1,9                 | 4 / 6               | 1                   |
| 1995 | 1.º                 | 61 290              | 46,0 / 100,0        | 14,6                | 3 / 5               | 1                   |
| 1999 | 1.º                 | 56 646              | 45,5 / 100,0        | 0,5                 | 3 / 5               | Estável             |
| 2002 | 1.º                 | 68 518              | 54,1 / 100,0        | 8,6                 | 3 / 5               | Estável             |
| 2005 | 2.º                 | 50 545              | 40,2 / 100,0        | 13,9                | 2 / 5               | 1                   |
| 2009 | 1.º                 | 52 006              | 41,1 / 100,0        | 0,9                 | 3 / 5               | 1                   |
| 2011 | 1.º                 | 61 462              | 51,4 / 100,0        | 10,3                | 3 / 5               | Estável             |
| 2015 | Portugal à Frente   | Portugal à Frente   | Portugal à Frente   | Portugal à Frente   | Portugal à Frente   | Portugal à Frente   |
| 2019 | 1.º                 | 39 143              | 39,0 / 100,0        |                     | 3 / 5               |                     |

#### Viseu
| Data | Cl.                 | Votos               | %                   | +/-                 | Deputados           | +/-                 |
| ---- | ------------------- | ------------------- | ------------------- | ------------------- | ------------------- | ------------------- |
| 1975 | 1.º                 | 102 922             | 43,8 / 100,0        |                     | 6 / 10              |                     |
| 1976 | 1.º                 | 67 864              | 32,2 / 100,0        | 11,6                | 4 / 11              | 2                   |
| 1979 | Aliança Democrática | Aliança Democrática | Aliança Democrática | Aliança Democrática | Aliança Democrática | Aliança Democrática |
| 1980 | Aliança Democrática | Aliança Democrática | Aliança Democrática | Aliança Democrática | Aliança Democrática | Aliança Democrática |
| 1983 | 1.º                 | 81 494              | 36,6 / 100,0        |                     | 4 / 10              |                     |
| 1985 | 1.º                 | 83 913              | 37,7 / 100,0        | 1,1                 | 5 / 10              | 1                   |
| 1987 | 1.º                 | 145 654             | 64,1 / 100,0        | 26,4                | 8 / 10              | 3                   |
| 1991 | 1.º                 | 140 582             | 64,3 / 100,0        | 0,2                 | 7 / 9               | 1                   |
| 1995 | 1.º                 | 96 145              | 44,3 / 100,0        | 20,0                | 4 / 9               | 3                   |
| 1999 | 1.º                 | 90 305              | 44,3 / 100,0        | Estável             | 4 / 9               | Estável             |
| 2002 | 1.º                 | 110 035             | 52,1 / 100,0        | 7,8                 | 5 / 9               | 1                   |
| 2005 | 2.º                 | 86 002              | 40,2 / 100,0        | 11,9                | 4 / 9               | 1                   |
| 2009 | 1.º                 | 80 676              | 37,5 / 100,0        | 2,7                 | 4 / 9               | Estável             |
| 2011 | 1.º                 | 98 098              | 48,4 / 100,0        | 10,9                | 5 / 9               | 1                   |
| 2015 | Portugal à Frente   | Portugal à Frente   | Portugal à Frente   | Portugal à Frente   | Portugal à Frente   | Portugal à Frente   |
| 2019 | 1.º                 | 64 373              | 36,2 / 100,0        |                     | 4 / 8               |                     |

#### Europa
| Data | Cl.                 | Votos               | %                   | +/-                 | Deputados           | +/-                 |
| ---- | ------------------- | ------------------- | ------------------- | ------------------- | ------------------- | ------------------- |
| 1976 | 2.º                 | 16 644              | 32,2 / 100,0        |                     | 1 / 2               |                     |
| 1979 | Aliança Democrática | Aliança Democrática | Aliança Democrática | Aliança Democrática | Aliança Democrática | Aliança Democrática |
| 1980 | Aliança Democrática | Aliança Democrática | Aliança Democrática | Aliança Democrática | Aliança Democrática | Aliança Democrática |
| 1983 | 2.º                 | 11 101              | 31,2 / 100,0        |                     | 1 / 2               |                     |
| 1985 | 1.º                 | 5 712               | 24,3 / 100,0        | 6,9                 | 1 / 2               | Estável             |
| 1987 | 1.º                 | 7 125               | 37,0 / 100,0        | 12,7                | 1 / 2               | Estável             |
| 1991 | 1.º                 | 15 817              | 53,7 / 100,0        | 16,7                | 1 / 2               | Estável             |
| 1995 | 2.º                 | 8 740               | 33,8 / 100,0        | 19,9                | 1 / 2               | Estável             |
| 1999 | 2.º                 | 6 353               | 24,7 / 100,0        | 9,1                 | 1 / 2               | Estável             |
| 2002 | 2.º                 | 8 801               | 36,9 / 100,0        | 12,2                | 1 / 2               | Estável             |
| 2005 | 2.º                 | 6 366               | 27,2 / 100,0        | 9,7                 | 1 / 2               | Estável             |
| 2009 | 2.º                 | 3 970               | 23,7 / 100,0        | 3,5                 | 1 / 2               | Estável             |
| 2011 | 2.º                 | 5 311               | 29,6 / 100,0        | 5,9                 | 1 / 2               | Estável             |
| 2015 | Portugal à Frente   | Portugal à Frente   | Portugal à Frente   | Portugal à Frente   | Portugal à Frente   | Portugal à Frente   |
| 2019 | 2.º                 | 20 254              | 18,8 / 100,0        |                     | 1 / 2               |                     |

#### Fora da Europa
| Data | Cl.                 | Votos               | %                   | +/-                 | Deputados           | +/-                 |
| ---- | ------------------- | ------------------- | ------------------- | ------------------- | ------------------- | ------------------- |
| 1976 | 1.º                 | 21 317              | 53,2 / 100,0        |                     | 1 / 2               |                     |
| 1979 | Aliança Democrática | Aliança Democrática | Aliança Democrática | Aliança Democrática | Aliança Democrática | Aliança Democrática |
| 1980 | Aliança Democrática | Aliança Democrática | Aliança Democrática | Aliança Democrática | Aliança Democrática | Aliança Democrática |
| 1983 | 1.º                 | 23 365              | 48,2 / 100,0        |                     | 1 / 2               |                     |
| 1985 | 1.º                 | 13 768              | 40,5 / 100,0        | 7,7                 | 1 / 2               | Estável             |
| 1987 | 1.º                 | 19 343              | 63,2 / 100,0        | 22,7                | 2 / 2               | 1                   |
| 1991 | 1.º                 | 24 467              | 77,3 / 100,0        | 14,1                | 2 / 2               | Estável             |
| 1995 | 1.º                 | 14 085              | 69,3 / 100,0        | 8,0                 | 2 / 2               | Estável             |
| 1999 | 1.º                 | 8 470               | 49,5 / 100,0        | 19,8                | 1 / 2               | 1                   |
| 2002 | 1.º                 | 10 523              | 66,3 / 100,0        | 16,8                | 2 / 2               | 1                   |
| 2005 | 1.º                 | 7 783               | 57,7 / 100,0        | 8,6                 | 2 / 2               | Estável             |
| 2009 | 1.º                 | 4 736               | 54,5 / 100,0        | 3,2                 | 2 / 2               | Estável             |
| 2011 | 1.º                 | 8 323               | 55,1 / 100,0        | 0,6                 | 2 / 2               | Estável             |
| 2015 | Portugal à Frente   | Portugal à Frente   | Portugal à Frente   | Portugal à Frente   | Portugal à Frente   | Portugal à Frente   |
| 2019 | 1.º                 | 16 806              | 33,4 / 100,0        |                     | 1 / 2               |                     |

### Eleições europeias
| Data | Cabeça de Lista       | Cl.                 | Votos               | %                   | +/-                 | Deputados | +/-     |
| ---- | --------------------- | ------------------- | ------------------- | ------------------- | ------------------- | --------- | ------- |
| 1987 | Pedro Santana Lopes   | 1.º                 | 2 111 828           | 37,45 / 100,00      |                     | 10 / 24   |         |
| 1989 | António Capucho       | 1.º                 | 1 358 958           | 32,75 / 100,00      | 4,70                | 9 / 24    | 1       |
| 1994 | Eurico de Melo        | 2.º                 | 1 046 918           | 34,39 / 100,00      | 1,64                | 9 / 25    | Estável |
| 1999 | Pacheco Pereira       | 2.º                 | 1 078 528           | 31,11 / 100,00      | 3,28                | 9 / 25    | Estável |
| 2004 | João de Deus Pinheiro | Força Portugal      | Força Portugal      | Força Portugal      | Força Portugal      | 7 / 24    | 2       |
| 2009 | Paulo Rangel          | 1.º                 | 1 131 744           | 31,71 / 100,00      |                     | 8 / 22    | 1       |
| 2014 | Paulo Rangel          | Aliança Portugal    | Aliança Portugal    | Aliança Portugal    | Aliança Portugal    | 6 / 21    | 2       |
| 2019 | Paulo Rangel          | 2.º                 | 726 756             | 21,94 / 100,00      |                     | 6 / 21    | Estável |
| 2024 | Sebastião Bugalho     | Aliança Democrática | Aliança Democrática | Aliança Democrática | Aliança Democrática | 6 / 21    | Estável |

### Eleições presidenciais

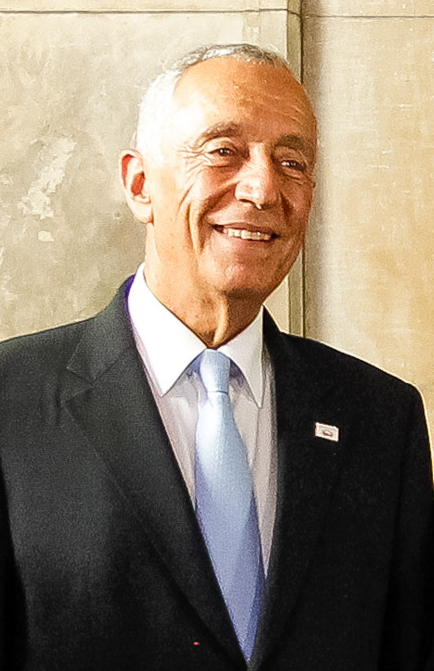
Marcelo Rebelo de Sousa, actual Presidente da República Portuguesa

| Data | Candidato apoiado          | 1ª Volta | 1ª Volta  | 1ª Volta       | 2ª Volta | 2ª Volta  | 2ª Volta       | Notas        |
| Data | Candidato apoiado          | Cl.      | Votos     | %              | Cl.      | Votos     | %              | Notas        |
| ---- | -------------------------- | -------- | --------- | -------------- | -------- | --------- | -------------- | ------------ |
| 1976 | António Ramalho Eanes      | 1.º      | 2 967 137 | 61,59 / 100,00 |          |           |                |              |
| 1980 | António Soares Carneiro    | 2.º      | 2 325 481 | 40,23 / 100,00 |          |           |                |              |
| 1986 | Diogo Freitas do Amaral    | 1.º      | 2 629 597 | 46,31 / 100,00 | 2.º      | 2 872 064 | 48,82 / 100,00 |              |
| 1991 | Mário Soares               | 1.º      | 3 459 521 | 70,35 / 100,00 |          |           |                | Apoio tácito |
| 1996 | Aníbal Cavaco Silva        | 2.º      | 2 595 131 | 46,09 / 100,00 |          |           |                |              |
| 2001 | Joaquim Ferreira do Amaral | 2.º      | 1 498 948 | 34,68 / 100,00 |          |           |                |              |
| 2006 | Aníbal Cavaco Silva        | 1.º      | 2 773 431 | 50,54 / 100,00 |          |           |                |              |
| 2011 | Aníbal Cavaco Silva        | 1.º      | 2 231 956 | 52,95 / 100,00 |          |           |                |              |
| 2016 | Marcelo Rebelo de Sousa    | 1.º      | 2 410 286 | 52,00 / 100,00 |          |           |                |              |
| 2021 | Marcelo Rebelo de Sousa    | 1.º      | 2 531 692 | 60,66 / 100,00 |          |           |                |              |

### Eleições autárquicas

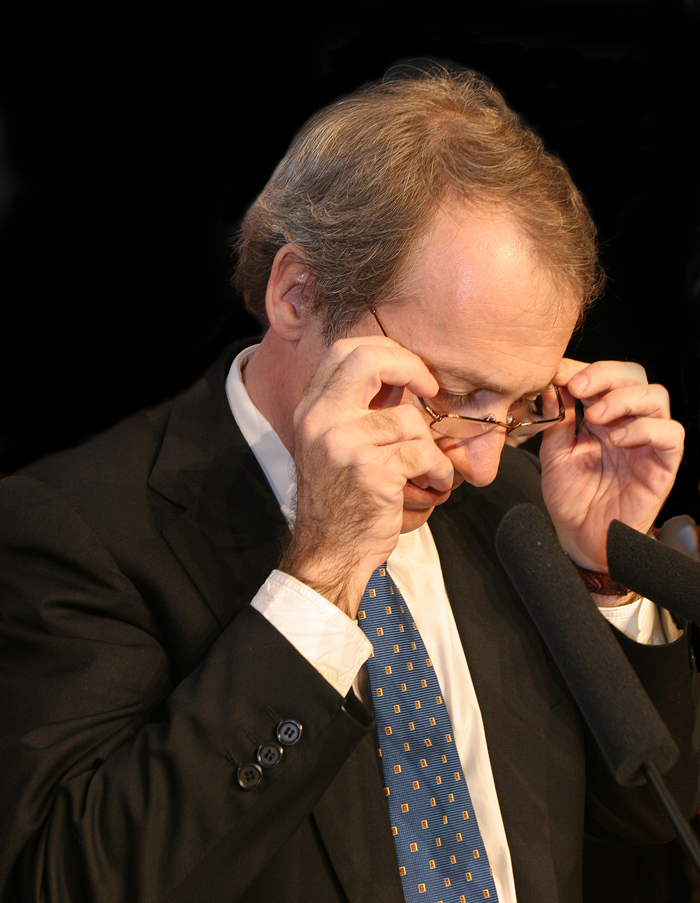
Luís Filipe Menezes, Presidente da Câmara de Vila Nova de Gaia entre 1997 e 2013

Os resultados apresentados nesta secção excluem os relativos às coligações integradas pelo partido. São apresentados apenas os dos concelhos e das freguesias em que o PSD concorreu sozinho.

#### Câmaras Municipais
| Data | Cl. | Votos     | %              | +/-   | Presidentes CM | +/- | Vereadores  | +/- |
| ---- | --- | --------- | -------------- | ----- | -------------- | --- | ----------- | --- |
| 1976 | 2.º | 1 012 351 | 24,27 / 100,00 |       | 115 / 304      |     | 624 / 1 908 |     |
| 1979 | 4.º | 733 384   | 14,70 / 100,00 | 9,57  | 101 / 305      | 14  | 475 / 1 900 | 149 |
| 1982 | 4.º | 750 296   | 14,62 / 100,00 | 0,08  | 88 / 305       | 13  | 439 / 1 913 | 36  |
| 1985 | 1.º | 1 649 338 | 33,99 / 100,00 | 19,37 | 149 / 305      | 61  | 819 / 1 975 | 380 |
| 1989 | 2.º | 1 552 846 | 31,39 / 100,00 | 2,60  | 113 / 305      | 36  | 780 / 1 997 | 39  |
| 1993 | 2.º | 1 822 925 | 33,71 / 100,00 | 2,32  | 116 / 305      | 3   | 805 / 2 006 | 25  |
| 1997 | 2.º | 1 761 383 | 32,85 / 100,00 | 0,86  | 127 / 305      | 11  | 803 / 2 021 | 2   |
| 2001 | 2.º | 1 488 897 | 28,34 / 100,00 | 4,51  | 142 / 308      | 15  | 774 / 2 044 | 29  |
| 2005 | 2.º | 1 523 420 | 28,27 / 100,00 | 0,07  | 138 / 308      | 4   | 743 / 2 046 | 31  |
| 2009 | 2.º | 1 270 137 | 22,95 / 100,00 | 5,32  | 117 / 308      | 21  | 666 / 2 078 | 77  |
| 2013 | 2.º | 834 455   | 16,70 / 100,00 | 6,25  | 86 / 308       | 31  | 531 / 2 086 | 135 |
| 2017 | 2.º | 831 551   | 16,07 / 100,00 | 0,63  | 79 / 308       | 7   | 493 / 2 074 | 38  |
| 2021 | 2.º | 660 436   | 13,20 / 100,00 | 2,87  | 72 / 308       | 7   | 437 / 2 064 | 56  |

#### Assembleias Municipais
| Data | Cl. | Votos     | %              | +/-   | Deputados     | +/- |
| ---- | --- | --------- | -------------- | ----- | ------------- | --- |
| 1976 | 2.º | 1 022 168 | 25,71 / 100,00 |       | 1 658 / 5 135 |     |
| 1979 | 4.º | 747 911   | 17,05 / 100,00 | 8,66  | 2 230 / 9 703 | 572 |
| 1982 | 4.º | 760 847   | 14,74 / 100,00 | 2,31  | 2 148 / 9 897 | 82  |
| 1985 | 1.º | 1 391 500 | 30,55 / 100,00 | 15,81 | 2 509 / 6 672 | 361 |
| 1989 | 2.º | 1 544 877 | 32,55 / 100,00 | 2,00  | 2 573 / 6 753 | 64  |
| 1993 | 2.º | 1 829 087 | 33,82 / 100,00 | 1,27  | 2 671 / 6 769 | 98  |
| 1997 | 2.º | 1 633 778 | 30,46 / 100,00 | 3,36  | 2 579 / 6 807 | 92  |
| 2001 | 2.º | 1 430 532 | 27,23 / 100,00 | 3,23  | 2 468 / 6 876 | 111 |
| 2005 | 2.º | 1 454 654 | 26,98 / 100,00 | 0,25  | 2 416 / 6 695 | 52  |
| 2009 | 2.º | 1 226 283 | 22,16 / 100,00 | 4,82  | 2 124 / 6 946 | 292 |
| 2013 | 2.º | 813 835   | 16,28 / 100,00 | 5,88  | 1 588 / 6 487 | 536 |
| 2017 | 2.º | 818 758   | 15,83 / 100,00 | 0,45  | 1 491 / 6 461 | 97  |
| 2021 | 2.º | 635 635   | 12,71 / 100,00 | 3,12  | 1 273 / 6 448 | 218 |

#### Assembleias de Freguesia
| Data | Cl. | Votos     | %              | +/-   | Deputados       | +/-   |
| ---- | --- | --------- | -------------- | ----- | --------------- | ----- |
| 1976 | 2.º | 996 972   | 24,33 / 100,00 |       | 9 076 / 26 135  |       |
| 1979 | 4.º | 736 954   | 17,28 / 100,00 | 7,05  | 9 447 / 40 110  | 371   |
| 1982 | 4.º | 760 847   | 15,46 / 100,00 | 2,44  | 9 499 / 41 636  | 52    |
| 1985 | 1.º | 1 584 427 | 32,85 / 100,00 | 17,39 | 13 118 / 31 941 | 3 619 |
| 1989 | 1.º | 1 556 509 | 32,87 / 100,00 | 0,02  | 13 237 / 33 000 | 119   |
| 1993 | 2.º | 1 810 841 | 33,62 / 100,00 | 0,75  | 13 679 / 33 458 | 442   |
| 1997 | 2.º | 1 633 778 | 30,46 / 100,00 | 3,36  | 12 579 / 33 953 | 92    |
| 2001 | 2.º | 1 392 019 | 26,54 / 100,00 | 3,70  | 12 148 / 34 569 | 812   |
| 2005 | 2.º | 1 454 654 | 26,98 / 100,00 | 0,25  | 12 416 / 34 498 | 52    |
| 2009 | 2.º | 1 237 322 | 22,41 / 100,00 | 4,24  | 11 113 / 34 672 | 1 338 |
| 2013 | 2.º | 815 086   | 16,31 / 100,00 | 6,10  | 6 927 / 27 167  | 4 186 |
| 2017 | 2.º | 809 738   | 15,66 / 100,00 | 0,65  | 6 634 / 27 019  | 293   |
| 2021 | 2.º | 640 529   | 12,81 / 100,00 | 2,85  | 5 684 / 26 772  | 950   |

### Eleições regionais

José Manuel Bolieiro é o actual Presidente do Governo Regional dos Açores

#### Região Autónoma dos Açores
| Data | Líder                  | Cl.              | Votos            | %                | +/-              | Deputados | +/- | Status   | Notas  |
| ---- | ---------------------- | ---------------- | ---------------- | ---------------- | ---------------- | --------- | --- | -------- | ------ |
| 1976 | João Bosco Mota Amaral | 1.º              | 59 114           | 53,8 / 100,0     |                  | 27 / 43   |     | Governo  |        |
| 1980 | João Bosco Mota Amaral | 1.º              | 68 960           | 57,4 / 100,0     | 3,6              | 30 / 43   | 3   | Governo  |        |
| 1984 | João Bosco Mota Amaral | 1.º              | 60 162           | 56,4 / 100,0     | 1,0              | 28 / 44   | 2   | Governo  |        |
| 1988 | João Bosco Mota Amaral | 1.º              | 51 503           | 48,6 / 100,0     | 7,8              | 26 / 51   | 5   | Governo  |        |
| 1992 | João Bosco Mota Amaral | 1.º              | 61 110           | 53,6 / 100,0     | 5,0              | 28 / 51   | 2   | Governo  |        |
| 1996 | Madruga da Costa       | 2.º              | 46 449           | 41,0 / 100,0     | 12,6             | 24 / 52   | 4   | Oposição |        |
| 2000 | Madruga da Costa       | 2.º              | 32 642           | 32,5 / 100,0     | 8,5              | 18 / 52   | 6   | Oposição |        |
| 2004 | Victor do Couto Cruz   | Coligação Açores | Coligação Açores | Coligação Açores | Coligação Açores | 19 / 52   | 1   | Oposição |        |
| 2008 | Carlos Costa Neves     | 2.º              | 27 254           | 30,3 / 100,0     |                  | 18 / 57   | 1   | Oposição |        |
| 2012 | Berta Cabral           | 2.º              | 35 572           | 33,0 / 100,0     | 2,7              | 20 / 57   | 2   | Oposição |        |
| 2016 | Duarte Freitas         | 2.º              | 28 790           | 30,9 / 100,0     | 2,1              | 19 / 57   | 1   | Oposição |        |
| 2020 | José Manuel Bolieiro   | 2.º              | 35 091           | 33,7 / 100,0     | 2,8              | 21 / 57   | 2   | Governo  |        |
| 2024 | José Manuel Bolieiro   | PSD/CDS/PPM      | PSD/CDS/PPM      | PSD/CDS/PPM      | PSD/CDS/PPM      | 26 / 57   | 5   |          | [ 56 ] |

#### Região Autónoma da Madeira

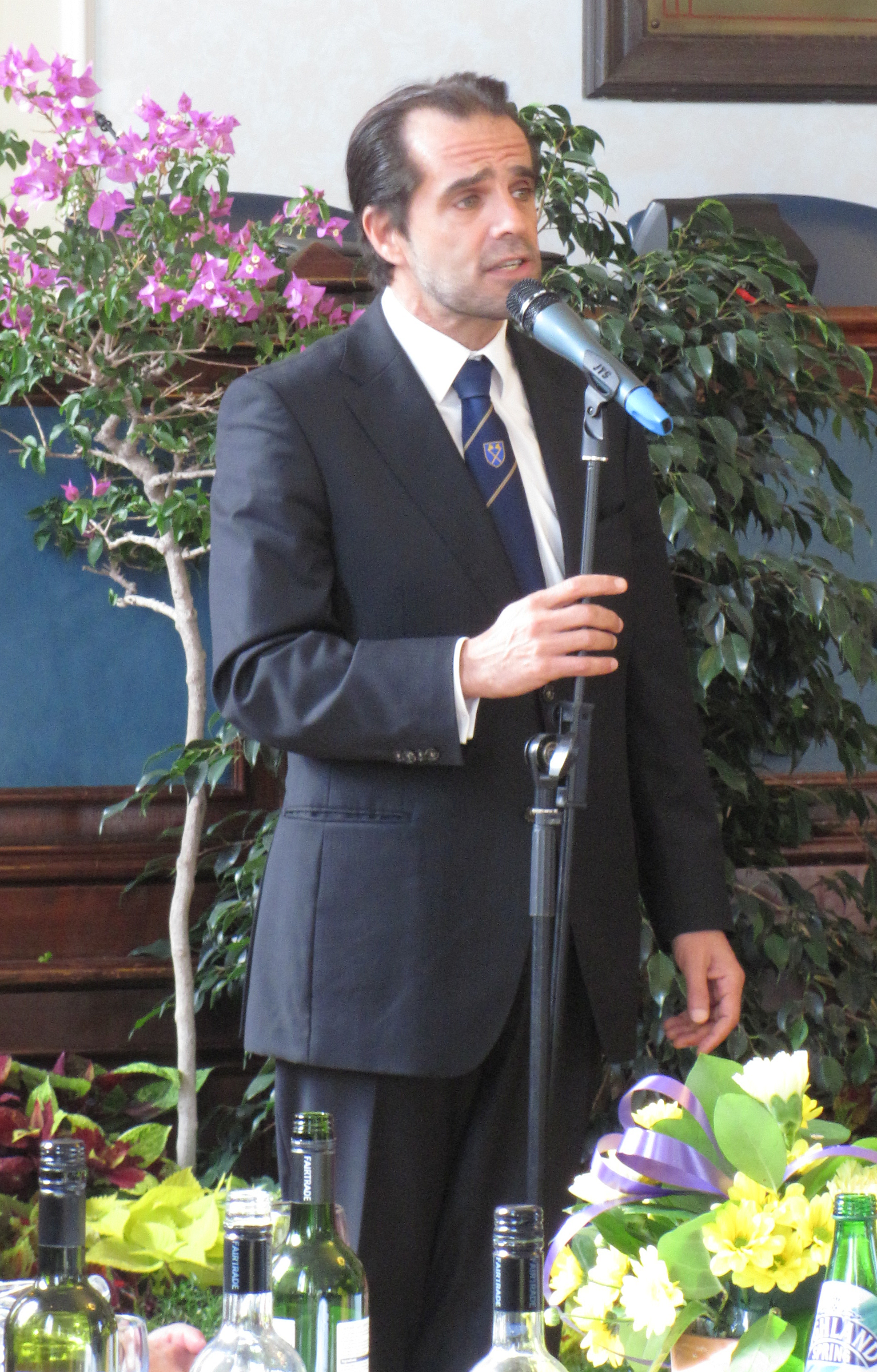
Miguel Albuquerque, o actual Presidente do Governo Regional da Madeira

| Data | Líder                 | Cl.           | Votos         | %             | +/-           | Deputados | +/-     | Status  |
| ---- | --------------------- | ------------- | ------------- | ------------- | ------------- | --------- | ------- | ------- |
| 1976 | Jaime Ornelas Camacho | 1.º           | 63 963        | 59,6 / 100,0  |               | 29 / 41   |         | Governo |
| 1980 | Alberto João Jardim   | 1.º           | 81 051        | 65,3 / 100,0  | 5,7           | 35 / 44   | 6       | Governo |
| 1984 | Alberto João Jardim   | 1.º           | 81 872        | 67,7 / 100,0  | 2,4           | 40 / 50   | 5       | Governo |
| 1988 | Alberto João Jardim   | 1.º           | 78 185        | 62,4 / 100,0  | 5,3           | 41 / 53   | 1       | Governo |
| 1992 | Alberto João Jardim   | 1.º           | 74 369        | 56,9 / 100,0  | 5,5           | 39 / 57   | 2       | Governo |
| 1996 | Alberto João Jardim   | 1.º           | 77 365        | 56,9 / 100,0  | Estável       | 41 / 59   | 2       | Governo |
| 2000 | Alberto João Jardim   | 1.º           | 72 588        | 56,0 / 100,0  | 0,9           | 41 / 61   | Estável | Governo |
| 2004 | Alberto João Jardim   | 1.º           | 73 973        | 53,7 / 100,0  | 2,3           | 44 / 68   | 3       | Governo |
| 2007 | Alberto João Jardim   | 1.º           | 90 377        | 64,2 / 100,0  | 10,5          | 33 / 47   | 11      | Governo |
| 2011 | Alberto João Jardim   | 1.º           | 71 556        | 48,6 / 100,0  | 15,6          | 25 / 47   | 9       | Governo |
| 2015 | Miguel Albuquerque    | 1.º           | 56 690        | 44,3 / 100,0  | 4,3           | 24 / 47   | 1       | Governo |
| 2019 | Miguel Albuquerque    | 1.º           | 56 448        | 39,4 / 100,0  | 4,9           | 21 / 47   | 3       | Governo |
| 2023 | Miguel Albuquerque    | Somos Madeira | Somos Madeira | Somos Madeira | Somos Madeira | 20 / 47   | 1       | Governo |
| 2024 | Miguel Albuquerque    | 1.º           | 49 103        | 36,1 / 100,0  |               | 19 / 47   | 1       | Governo |

## Congressos Nacionais do Partido Social Democrata[57]
| #       | Localidade           | Dias                            |
| ------- | -------------------- | ------------------------------- |
| I       | Lisboa               | 23 a 24 de novembro de 1974     |
| II      | Aveiro               | 6 a 7 de dezembro de 1975       |
| III     | Leiria               | 30 a 31 de outubro de 1976      |
| IV      | Leiria               | 30 a 31 de outubro de 1976      |
| V       | Porto                | 28 a 29 de janeiro de 1978      |
| VI      | Lisboa               | 1 a 2 de julho de 1978          |
| VII     | Lisboa               | 16 a 17 de junho de 1979        |
| VIII    | Lisboa               | 20 a 22 de fevereiro de 1981    |
| IX      | Porto                | 5 a 6 de dezembro de 1981       |
| X       | Albufeira            | 25 a 27 de fevereiro de 1983    |
| XI      | Braga                | 23 a 25 de março de 1984        |
| XII     | Figueira da Foz      | 17 a 19 de maio de 1985         |
| XIII    | Lisboa               | 30 de maio a 1 de junho de 1986 |
| XIV     | Lisboa               | 17 a 19 de junho de 1988        |
| XV      | Lisboa               | 6 a 8 de abril de 1990          |
| XVI     | Porto                | 13 a 15 de novembro de 1992     |
| XVII    | Lisboa               | 17 a 19 de fevereiro de 1995    |
| XVIII   | Santa Maria da Feira | 29 a 31 de março de 1996        |
| XIX     | Lisboa               | 4 a 6 de outubro de 1996        |
| XX      | Tavira               | 17 a 19 de abril de 1998        |
| XXI     | Porto                | 19 a 20 de fevereiro de 1999    |
| XXII    | Coimbra              | 1 a 2 de maio de 1999           |
| XXIII   | Viseu                | 25 a 27 de fevereiro de 2000    |
| XXIV    | Lisboa               | 12 a 14 de julho de 2002        |
| XXV     | Oliveira de Azeméis  | 21 a 23 de maio de 2004         |
| XXVI    | Barcelos             | 12 a 14 de novembro de 2004     |
| XXVII   | Pombal               | 8 a 10 de abril de 2005         |
| XXVIII  | Lisboa               | 17 a 18 de março de 2006        |
| XXVIX   | Póvoa de Varzim      | 19 a 21 de maio de 2006         |
| XXX     | Torres Vedras        | 12 a 14 de outubro de 2007      |
| XXXI    | Guimarães            | 20 a 22 de junho de 2008        |
| XXXII   | Mafra                | 12 a 13 de março de 2010        |
| XXXIII  | Carcavelos           | 9 a 11 de abril de 2010         |
| XXXIV   | Lisboa               | 23 a 25 de março de 2012        |
| XXXV    | Lisboa               | 21 a 23 de fevereiro de 2014    |
| XXXVI   | Espinho              | 1 a 3 de abril de 2016          |
| XXXVII  | Lisboa               | 16 a 18 de fevereiro de 2018    |
| XXXVIII | Viana do Castelo     | 7 a 9 de fevereiro de 2020      |
| XXXIX   | Santa Maria da Feira | 17 a 19 de dezembro de 2021     |

## Eleições diretas[58]
| Data                   | Líder eleito(a)        | Percentagem                   | Candidatos Derrotados                                 |
| ---------------------- | ---------------------- | ----------------------------- | ----------------------------------------------------- |
| 5 de maio de 2006      | Luís Marques Mendes    | 90,92 / 100,00                |                                                       |
| 28 de setembro de 2007 | Luís Filipe Menezes    | 53,62 / 100,00                | Luís Marques Mendes                                   |
| 31 de maio de 2008     | Manuela Ferreira Leite | 37,90 / 100,00                | Pedro Passos Coelho Pedro Santana Lopes Patinha Antão |
| 26 de março de 2010    | Pedro Passos Coelho    | 61,20 / 100,00                | Paulo Rangel José Aguiar-Branco Castanheira Barros    |
| 3 de março de 2012     | Pedro Passos Coelho    | 94,65 / 100,00                |                                                       |
| 25 de janeiro de 2014  | Pedro Passos Coelho    | 88,89 / 100,00                |                                                       |
| 5 de março de 2016     | Pedro Passos Coelho    | 95,11 / 100,00                |                                                       |
| 13 de janeiro de 2018  | Rui Rio                | 54,15 / 100,00                | Pedro Santana Lopes                                   |
| 11 de janeiro de 2020  | Rui Rio                | 49,02 / 100,00 53,21 / 100,00 | Luís Montenegro Miguel Pinto Luz                      |
| 27 de novembro de 2021 | Rui Rio                | 52,43 / 100,00                | Paulo Rangel                                          |
| 28 de maio de 2022     | Luís Montenegro        | 72,48 / 100,00                | Jorge Moreira da Silva                                |

## Órgãos Nacionais

### Comissão Política Nacional
Presidente: Luís Montenegro
Secretário-Geral: Hugo Soares
Vice-Presidentes:
- 1º VP: Leonor Beleza;
- 2º VP: Carlos Coelho;
- 3º VP: Inês Palma Ramalho;
- 4º VP: Alexandre Poço;
- 5º VP: Lucinda Dâmaso;
- 6º VP: Rui Rocha

Vogais:
- 1º Vogal: Paulo Rangel;
- 2º Vogal: Miguel Pinto Luz;
- 3º Vogal: Margarida Balseiro Lopes;
- 4º Vogal: António Leitão Amaro;
- 5º Vogal: Joaquim Miranda Sarmento;
- 6º Vogal: Pedro Reis;
- 7º Vogal: Ermelinda de Carvalho;
- 8º Vogal: Germana Rocha;
- 9º Vogal: Helena Teodósio;
- 10º Vogal: Filomena Sintra

Ref:

### Mesa Congresso Nacional
Presidente: Miguel Albuquerque
Vice-Presidentes:
- 1º VP: José Manuel Bolieiro;
- 2º VP: João Manuel do Amaral Esteves

Secretários:
- Júlia Maria Caridade Rodrigues Fernandes;
- Fernando Eirão Queiroga;
- Hernâni Dinis Venâncio Dias;
- Sónia Patrícia da Silva Ferreira.

Ref:

### Conselho de Jurisdição Nacional
Presidente: Ana Paula Martins
Membros:
- Jose Miguel Bettencourt
- Francisco José Martins;
- Pedro Neves de Sousa;
- Nuno Mota Soares;
- Ana Isabel Pais Pacheco Valente;
- Ulisses Manuel Brandão Pereira;
- Maria Carloto de Castro;
- Fernando Manuel Tinta Ferreira

Ref:

### Comissão Nacional de Auditoria Financeira
Presidente: Almim Moreira
Membros:
- Fernando Agleu;
- José Novais

Ref:

## Presidentes do Partido Social Democrata
| #  | Presidente (Nascimento-Morte)                            | Retrato                                | Círculo eleitoral                                 | Início do mandato       | Fim do mandato        | Eleições | Primeiro-Ministro (mandato)        | Primeiro-Ministro (mandato) |
| -- | -------------------------------------------------------- | -------------------------------------- | ------------------------------------------------- | ----------------------- | --------------------- | -------- | ---------------------------------- | --------------------------- |
| 1  | Francisco Manuel Lumbrales de Sá Carneiro (1934–1980)    |                                        | Porto                                             | 31 de outubro de 1976   | 11 de novembro 1977   |          |                                    | Mário Soares 1976-1978      |
| 2  | António Luciano Pacheco de Sousa Franco (1942–2004)      |                                        | Lisboa                                            | 11 de novembro 1977     | 15 de abril 1978      |          |                                    | Mário Soares 1976-1978      |
| 3  | José Manuel Menéres Sampaio Pimentel (1928–2014)         |                                        | Lisboa                                            | 15 de abril 1978        | 2 de julho 1978       |          |                                    | Mário Soares 1976-1978      |
| 3  | José Manuel Menéres Sampaio Pimentel (1928–2014)         | Alfredo Nobre da Costa 1978            | Lisboa                                            | 15 de abril 1978        | 2 de julho 1978       |          |                                    |                             |
| 3  | José Manuel Menéres Sampaio Pimentel (1928–2014)         | Carlos Alberto da Mota Pinto 1978-1979 | Lisboa                                            | 15 de abril 1978        | 2 de julho 1978       |          |                                    |                             |
| -  | Francisco Manuel Lumbrales de Sá Carneiro (1934–1980)    |                                        | Porto                                             | 2 de julho 1978         | 4 de dezembro de 1980 |          |                                    |                             |
| -  | Francisco Manuel Lumbrales de Sá Carneiro (1934–1980)    | Maria de Lourdes Pintasilgo 1979-1980  | Porto                                             | 2 de julho 1978         | 4 de dezembro de 1980 |          |                                    |                             |
| -  | Francisco Manuel Lumbrales de Sá Carneiro (1934–1980)    | O próprio 1980                         | Porto                                             | 2 de julho 1978         | 4 de dezembro de 1980 |          |                                    |                             |
| 5  | Francisco José Pereira Pinto Balsemão (1937–)            |                                        | Lisboa (1975-1980) Porto (1980)                   | 13 de dezembro 1980     | 27 de fevereiro 1983  |          | O próprio 1981-1983                |                             |
| 6  | Nuno Aires Rodrigues dos Santos (1910–1984)              |                                        | Lisboa                                            | 27 de fevereiro 1983    | 25 de março de 1984   |          | Francisco Pinto Balsemão 1981-1983 |                             |
| 6  | Nuno Aires Rodrigues dos Santos (1910–1984)              | Mário Soares 1983-1985                 | Lisboa                                            | 27 de fevereiro 1983    | 25 de março de 1984   |          |                                    |                             |
| 7  | Carlos Alberto da Mota Pinto (1936–1985)                 |                                        | Coimbra                                           | 25 de março de 1984     | 10 de fevereiro 1985  |          |                                    |                             |
| 8  | Rui Manuel Parente Chancerelle de Machete (1940–)        |                                        | -                                                 | 10 de fevereiro de 1985 | 19 de maio de 1985    |          |                                    |                             |
| 9  | Aníbal António Cavaco Silva (1939–)                      |                                        | Lisboa                                            | 19 de maio 1985         | 19 de fevereiro 1995  |          |                                    |                             |
| 9  | Aníbal António Cavaco Silva (1939–)                      | O próprio 1985-1995                    | Lisboa                                            | 19 de maio 1985         | 19 de fevereiro 1995  |          |                                    |                             |
| 10 | Joaquim Fernando Nogueira (1950–)                        |                                        | Porto                                             | 19 de fevereiro 1995    | 31 de março 1996      |          | Aníbal Cavaco Silva 1985-1995      |                             |
| 10 | Joaquim Fernando Nogueira (1950–)                        | António Guterres 1995-2002             | Porto                                             | 19 de fevereiro 1995    | 31 de março 1996      |          |                                    |                             |
| 11 | Marcelo Nuno Duarte Rebelo de Sousa (1948–)              |                                        | Lisboa                                            | 31 de março de 1996     | 1 de maio de 1999     |          |                                    |                             |
| 12 | José Manuel Durão Barroso (1956–)                        |                                        | Lisboa (1985-1987; 1995-2004) Viseu (1987-1995)   | 2 de maio 1999          | 30 de junho 2004      |          |                                    |                             |
| 12 | José Manuel Durão Barroso (1956–)                        | O próprio 2002-2004                    | Lisboa (1985-1987; 1995-2004) Viseu (1987-1995)   | 2 de maio 1999          | 30 de junho 2004      |          |                                    |                             |
| 12 | José Manuel Durão Barroso (1956–)                        | Pedro Santana Lopes 2004-2005          | Lisboa (1985-1987; 1995-2004) Viseu (1987-1995)   | 2 de maio 1999          | 30 de junho 2004      |          |                                    |                             |
| 13 | Pedro Miguel de Santana Lopes (1956–)                    |                                        | Lisboa (1980-1995; 2005-2009) Coimbra (1999-2002) | 30 de junho 2004        | 10 de abril 2005      |          | O próprio 2004-2005                |                             |
| 13 | Pedro Miguel de Santana Lopes (1956–)                    | José Sócrates 2005-2011                | Lisboa (1980-1995; 2005-2009) Coimbra (1999-2002) | 30 de junho 2004        | 10 de abril 2005      |          |                                    |                             |
| 14 | Luís Manuel Gonçalves Marques Mendes (1957–)             |                                        | Braga (1995-1999) Aveiro (1999-2009)              | 8 de abril 2005         | 12 de outubro de 2007 | 2006     |                                    |                             |
| 15 | Luís Filipe de Menezes Lopes (1953–)                     |                                        | Porto                                             | 12 de outubro de 2007   | 20 de junho de 2008   | 2007     |                                    |                             |
| 16 | Maria Manuela Dias Ferreira Leite (1940–)                |                                        | Évora (1995-1999) Lisboa (1999-2011)              | 20 de junho de 2008     | 9 de abril de 2010    | 2008     |                                    |                             |
| 17 | Pedro Manuel Mamede Passos Coelho (1964–)                |                                        | Lisboa (1991-1999) Vila Real (2011-2015)          | 9 de abril de 2010      | 16 de fevereiro 2018  | 2010     |                                    |                             |
| 17 | Pedro Manuel Mamede Passos Coelho (1964–)                | 2012                                   | Lisboa (1991-1999) Vila Real (2011-2015)          | 9 de abril de 2010      | 16 de fevereiro 2018  |          | O próprio 2011-2015                |                             |
| 17 | Pedro Manuel Mamede Passos Coelho (1964–)                | 2014                                   | Lisboa (1991-1999) Vila Real (2011-2015)          | 9 de abril de 2010      | 16 de fevereiro 2018  |          | O próprio 2011-2015                |                             |
| 17 | Pedro Manuel Mamede Passos Coelho (1964–)                | 2016                                   | Lisboa (1991-1999) Vila Real (2011-2015)          | 9 de abril de 2010      | 16 de fevereiro 2018  |          | António Costa 2015-2024            |                             |
| 18 | Rui Fernando da Silva Rio (1957–)                        |                                        | Porto                                             | 16 de fevereiro 2018    | 1 de julho 2022       | 2018     | António Costa 2015-2024            |                             |
| 18 | Rui Fernando da Silva Rio (1957–)                        | 2020                                   | Porto                                             | 16 de fevereiro 2018    | 1 de julho 2022       |          | António Costa 2015-2024            |                             |
| 18 | Rui Fernando da Silva Rio (1957–)                        | 2021                                   | Porto                                             | 16 de fevereiro 2018    | 1 de julho 2022       |          | António Costa 2015-2024            |                             |
| 19 | Luís Filipe Montenegro Cardoso de Morais Esteves (1973–) |                                        | Aveiro (2002-2018; 2025-) Lisboa (2024-2025)      | 1 de julho 2022         | presente              | 2022     | António Costa 2015-2024            |                             |
| 19 | Luís Filipe Montenegro Cardoso de Morais Esteves (1973–) | 2024                                   | Aveiro (2002-2018; 2025-) Lisboa (2024-2025)      | 1 de julho 2022         | presente              |          | O próprio 2024-presente            |                             |

## Militantes eleitos para altos cargos do Estado

### Presidentes da República
- Aníbal Cavaco Silva (2006–2016)
- Marcelo Rebelo de Sousa (2016–presente)

### Presidentes da Assembleia da República
- Leonardo Ribeiro de Almeida (1980–1981; 1982–1983)
- Fernando Amaral (1984–1987)
- Vítor Pereira Crespo (1987–1991)
- António Barbosa de Melo (1991–1995)
- João Bosco Mota Amaral (2002–2005)
- Assunção Esteves (2011–2015)
- José Pedro Aguiar-Branco (2024–presente)

### Primeiros-Ministros
- Carlos Mota Pinto (1978-1979)
- Francisco Sá Carneiro (1979–1980)
- Francisco Pinto Balsemão (1981–1983)
- Aníbal Cavaco Silva (1985–1995)
- José Manuel Durão Barroso (2002–2004)
- Pedro Santana Lopes (2004–2005)
- Pedro Passos Coelho (2011–2015)
- Luís Montenegro (2024-presente)

## Obras
- Uma tentativa de participação política (1973)[82]

Sá Carneiro, principal ideólogo social-democrata, foi autor de várias obras, das quais se destacam:
- Por uma social-democracia portuguesa (1975)[83]
- Poder civil, autoridade democrática e social-democracia (1975)[84]
- Uma Constituição para os Anos 80: Contributo para um Projecto de Revisão (1979).[85]

## A identidade originária do PPD / PSD
- «Depoimento de Montalvão Machado sobre Sá Carneiro e a criação do PSD e do Instituto Francisco Sá Carneiro»
- «Livro homenageia Artur Santos Silva, "senhor de um destino belo e justo"»
- «PSD ~ Encontros para um encontro ~, por Miguel Veiga» (PDF)
- «Documentário sobre Francisco Sá Carneiro, onde aparece, várias vezes, Mário Montalvão Machado»

## Símbolos do partido
A cor laranja foi avançada por Conceição Monteiro por ser uma cor quente diferente do vermelho, ideologicamente conotado com o PCP e o PS. Laranja havia aparecido naquele ano como a cor da moda internacional e a Carris acabara de encomendar uma frota de autocarros cor-de-laranja. O símbolo nasce em Julho, a autoria pertence sobretudo a Augusto Cid, embora haja múltiplos e alegados pais da ideia. Pedro Roseta foi quem indicou a presença das três setas no símbolo, que representam os valores centrais da social-democracia e do antifascismo, derivado de um dos símbolos do Partido Social-Democrata alemão:

Ao símbolo do PSD, as três setas, foram sucessivamente atribuídos outros significados que correspondem, na realidade, às linhas fundamentais do programa do PSD. As setas representam os valores fundamentais da social-democracia: a liberdade, a igualdade e a solidariedade; mostram que a democracia só existirá verdadeiramente se for simultaneamente política, económica e social. Finalmente, as cores simbolizam movimentos e correntes de pensamento que contribuíram para a síntese ideológica e de acção da Social-Democracia: a negra, recorda os movimentos libertários do século passado, a vermelha, lembrando as lutas das classes trabalhadoras e dos seus movimentos de massa, e a branca, apontando os valores do homem da Europa consubstanciada no Personalismo. Em resumo, o símbolo do PSD expressa bem a vontade irreversível de ascensão, de caminhada para um futuro diferente, para a construção de uma sociedade nova, na Justiça e na Liberdade.